# Крячківка
Крячкі́вка — село в Україні, у Пирятинській міській громаді Лубенського району Полтавської області. Населення — 470 осіб. Колишній орган місцевого самоврядування — Березоворудська сільська рада. В селі зберігся маєток родини Липських збудований в стилі провінційної еклектики з елементами неоготики.

## Географія
Село знаходиться на правому березі річки Перевід, вище за течією на відстані 3,5 км розташоване село Березова Рудка, нижче за течією на відстані 6 км розташоване село Сасинівка, на протилежному березі — село Червоне. Навколо села та уздовж русла річки проведено багато іригаційних каналів.

## Історія
Під час проведеного радянською владою Голодомору 1932—1933 років помер щонайменше 261 житель села.
12 червня 2020 року, відповідно до розпорядження Кабінету Міністрів України № 721-р «Про визначення адміністративних центрів та затвердження територій територіальних громад Полтавської області», село увійшло до складу Пирятинської міської громади.
19 липня 2020 року, в результаті адміністративно - територіальної реформи та ліквідації Питятинського району, село увійшло до складу новоутвореного Лубенського району.

## Населення
Згідно з переписом УРСР 1989 року чисельність наявного населення села становила 507 осіб, з яких 200 чоловіків та 307 жінок.
За переписом населення України 2001 року в селі мешкали 463 особи.

### Мова
Розподіл населення за рідною мовою за даними перепису 2001 року:
| Мова       | Відсоток |
| ---------- | -------- |
| українська | 98,30 %  |
| російська  | 1,06 %   |
| молдовська | 0,43 %   |
| інші       | 0,21 %   |

## Економіка
- Молочно-товарна ферма
- ТОВ «Світанок»
- ПП «Крячківка-Агро-Плюс»

## Об'єкти соціальної сфери
- Клуб

## Культура
В селі є співочий хор «Древо» (Крячківське. Не плутати з київським «Древом»), який співав в м/ф «Жив-був пес». Брав участь у багатьох українських та міжнародних фестивалях, гастролював по Росії, Польщі, Німеччині.
З 2015 року проходить міжнародний фестиваль «Древо роду кобзарського». На садибі бандуриста Юрія Фединського діє майстерня музичних інструментів.

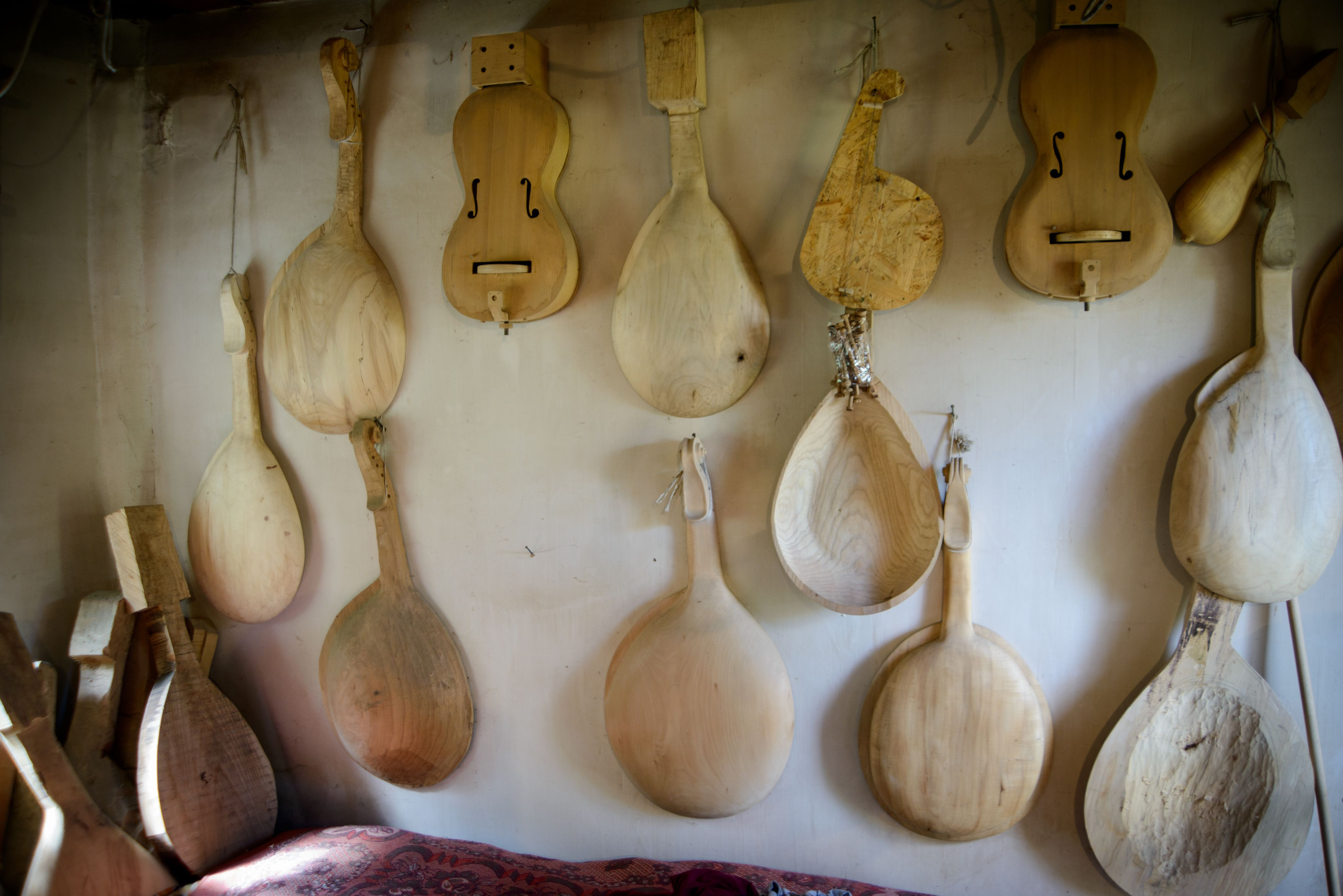
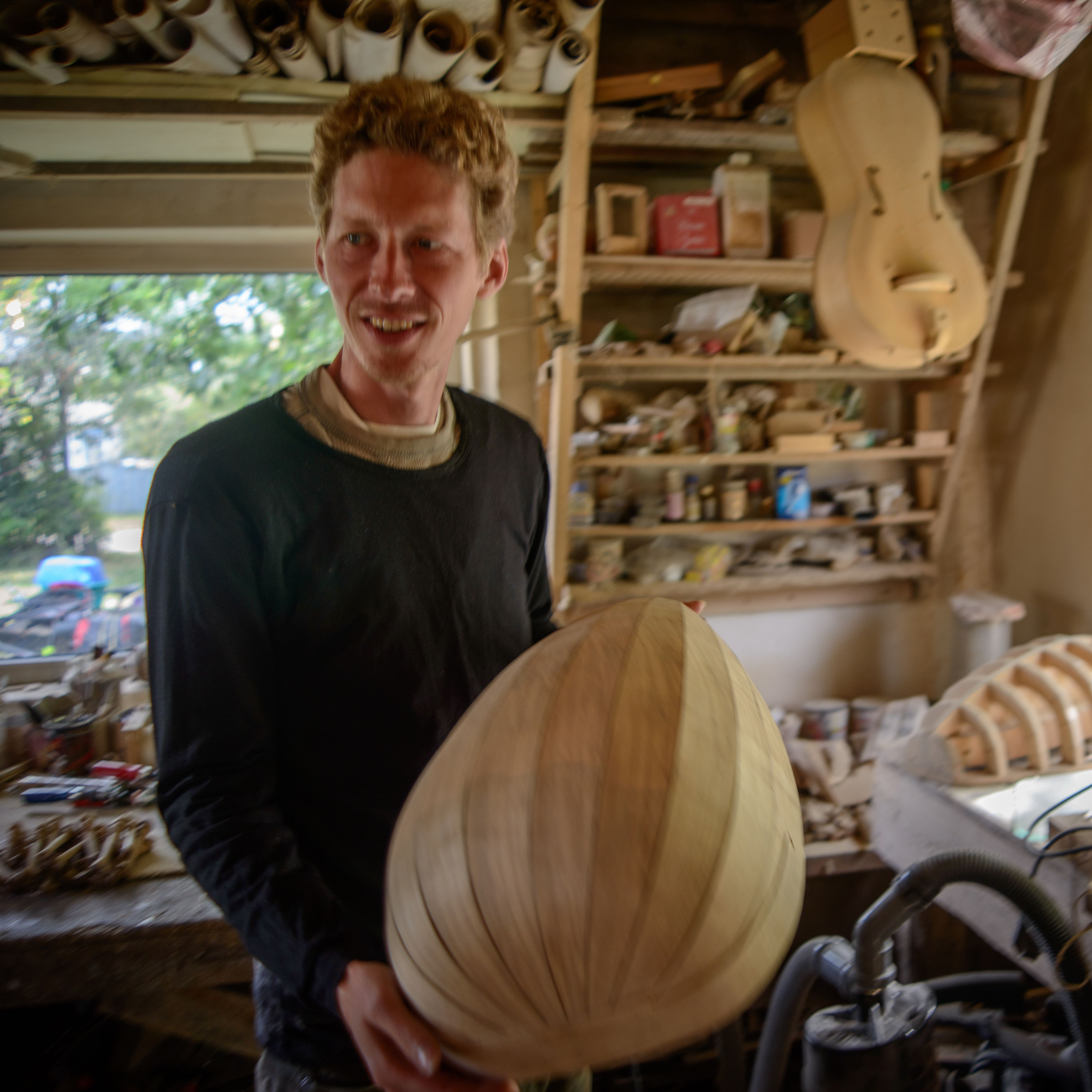
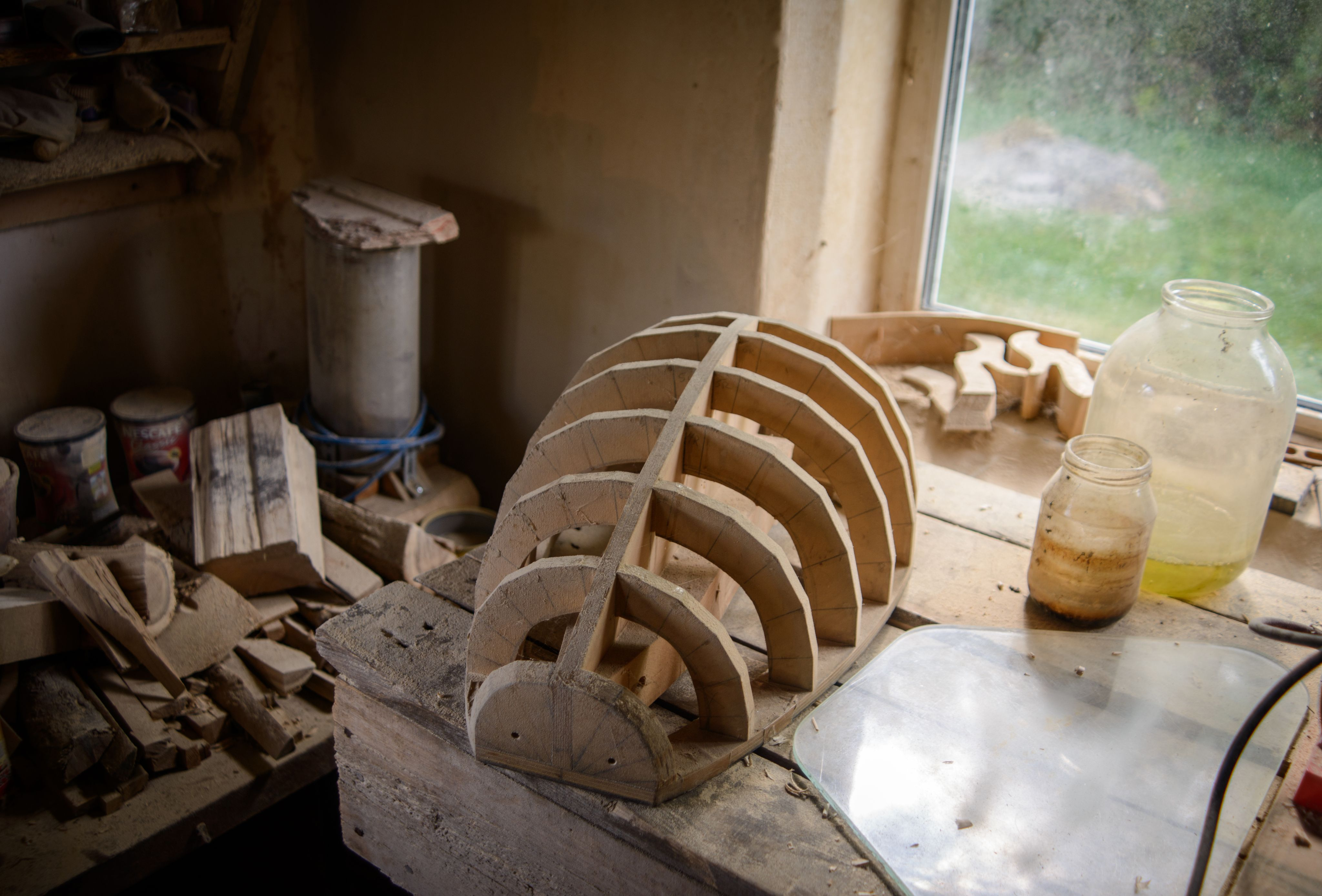
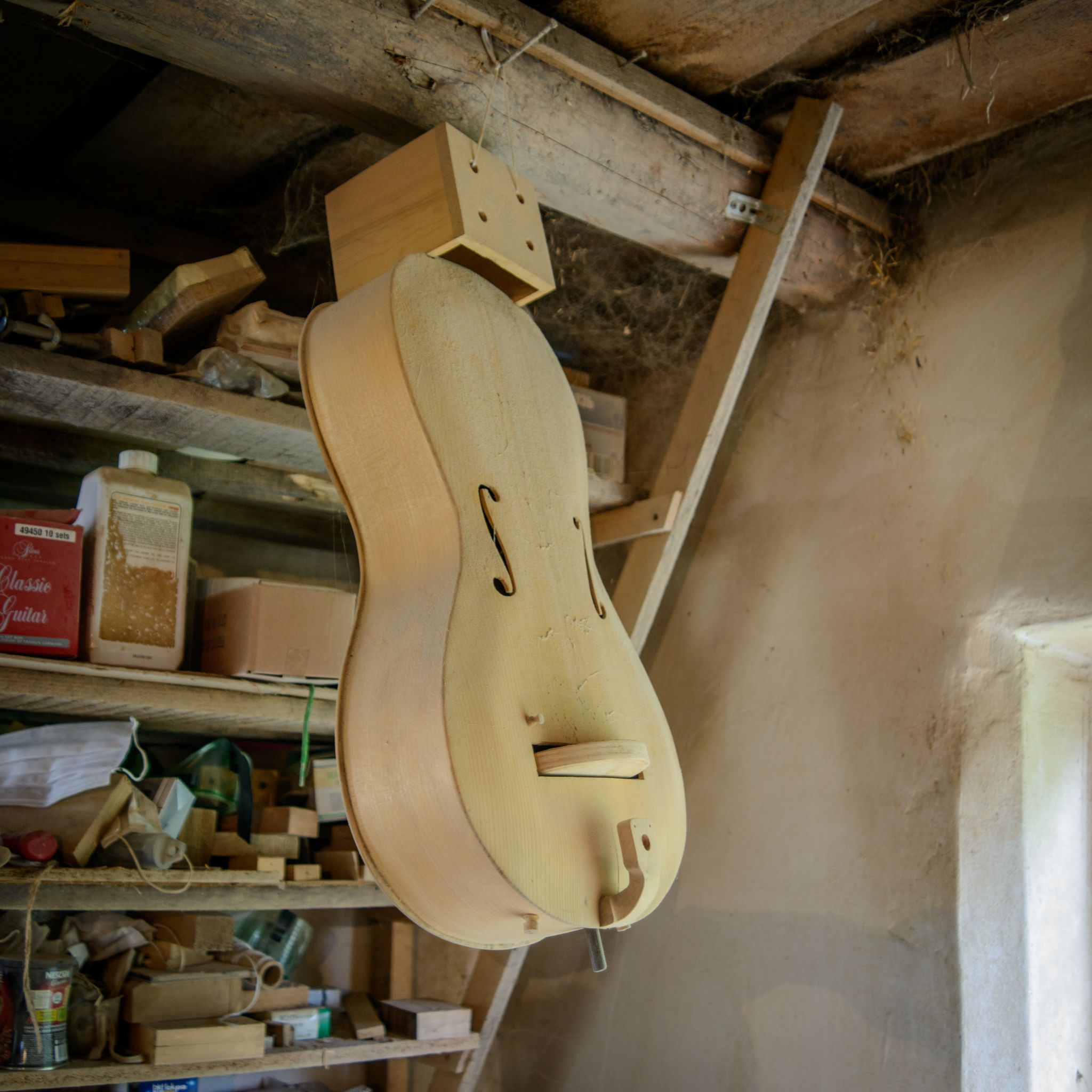
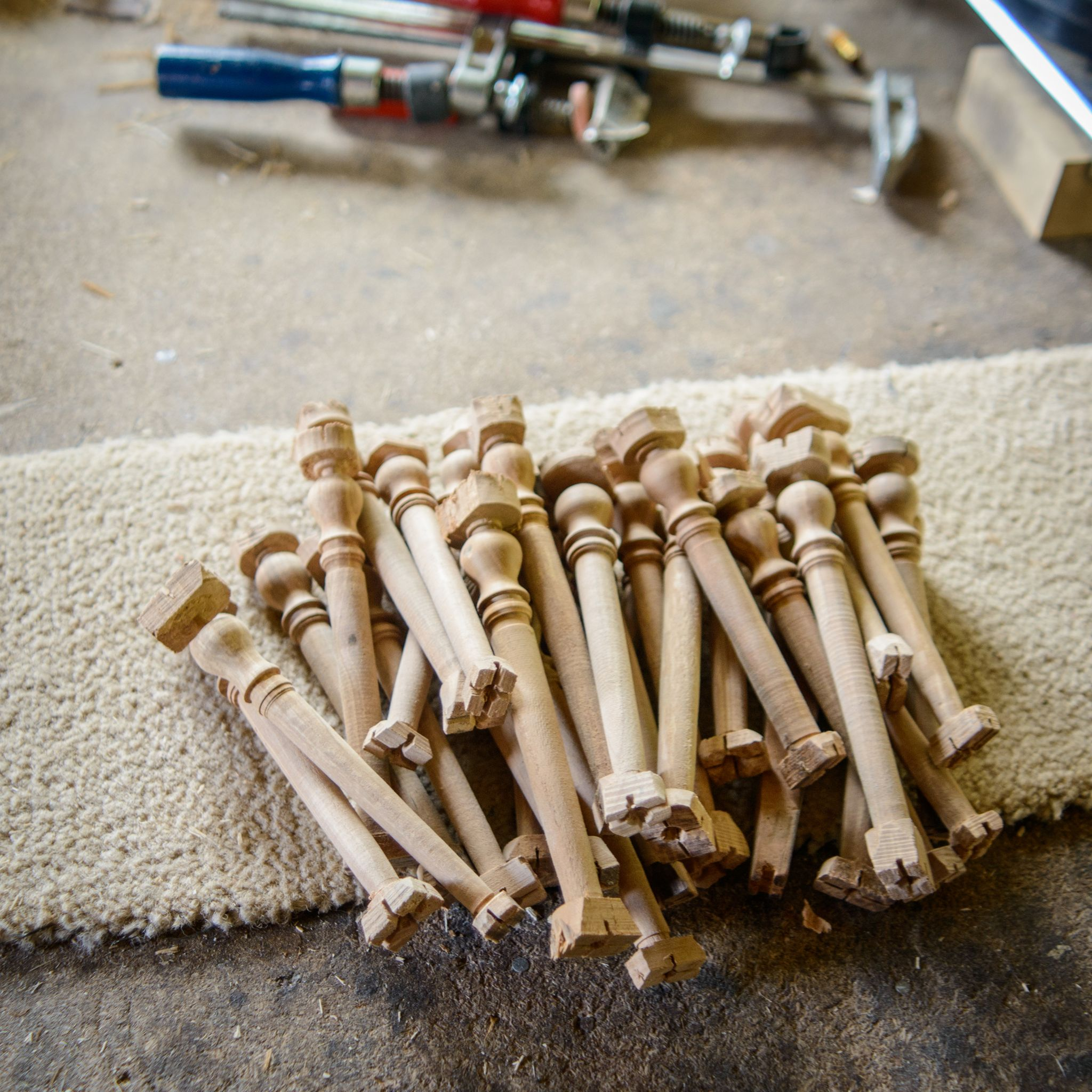
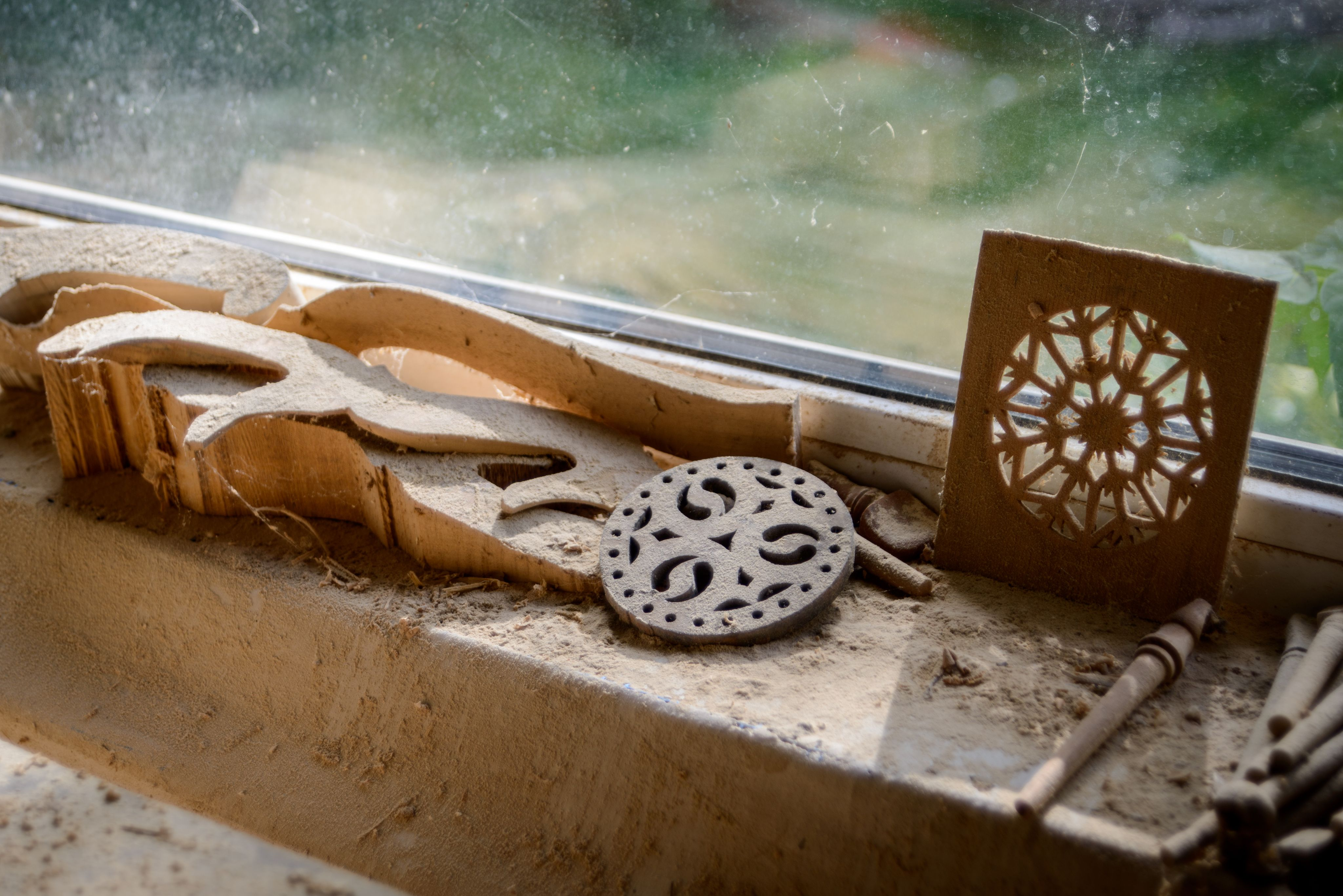
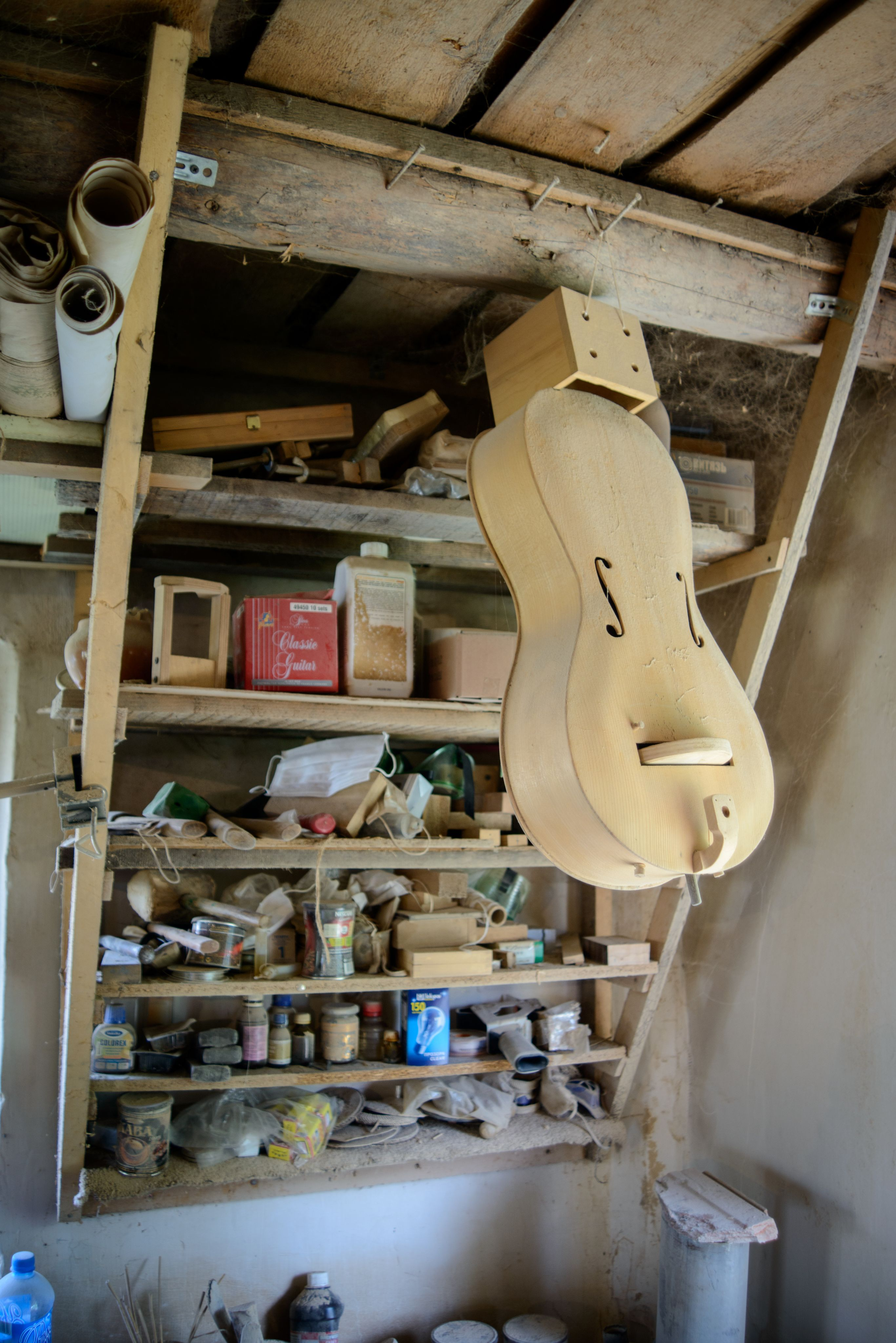
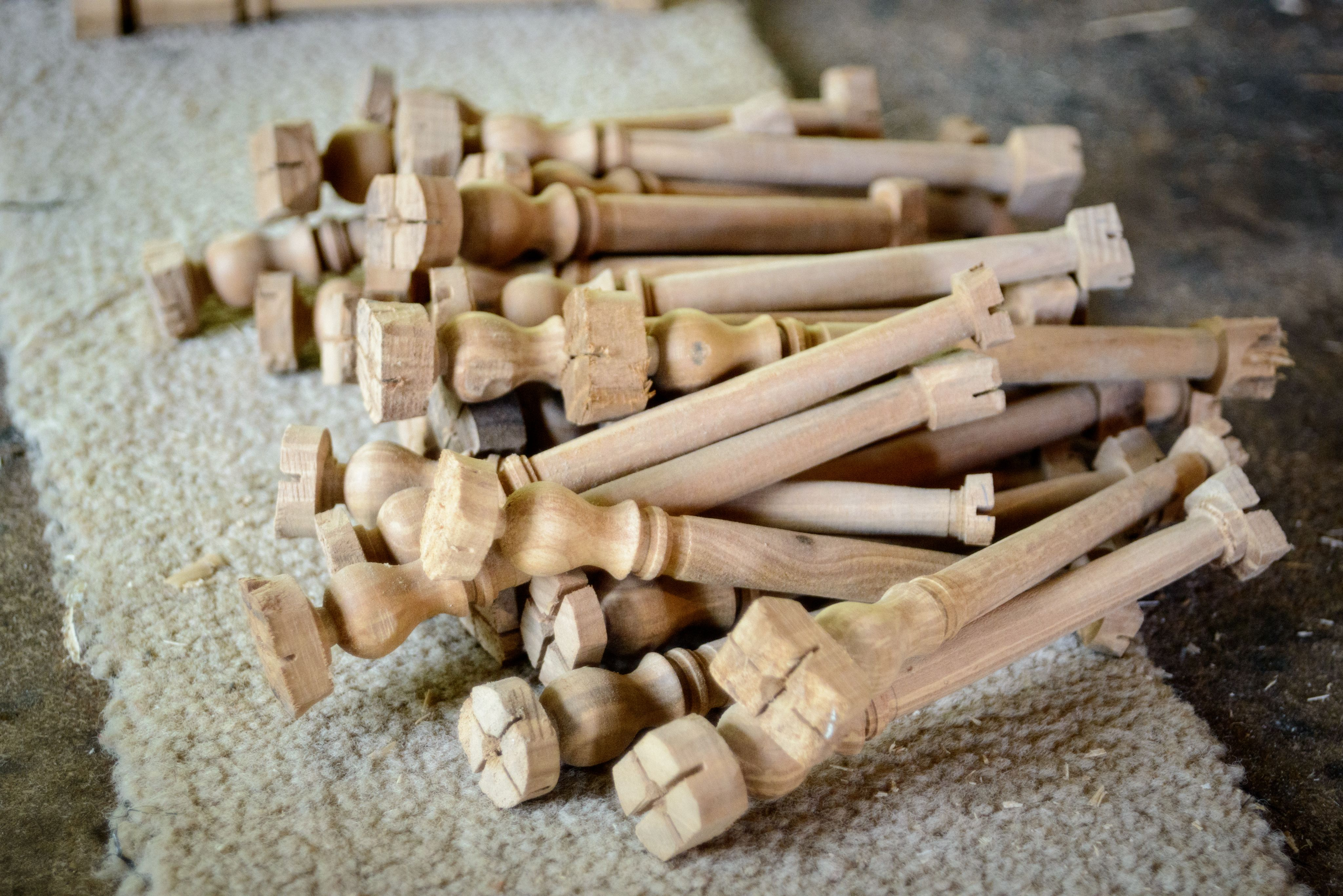
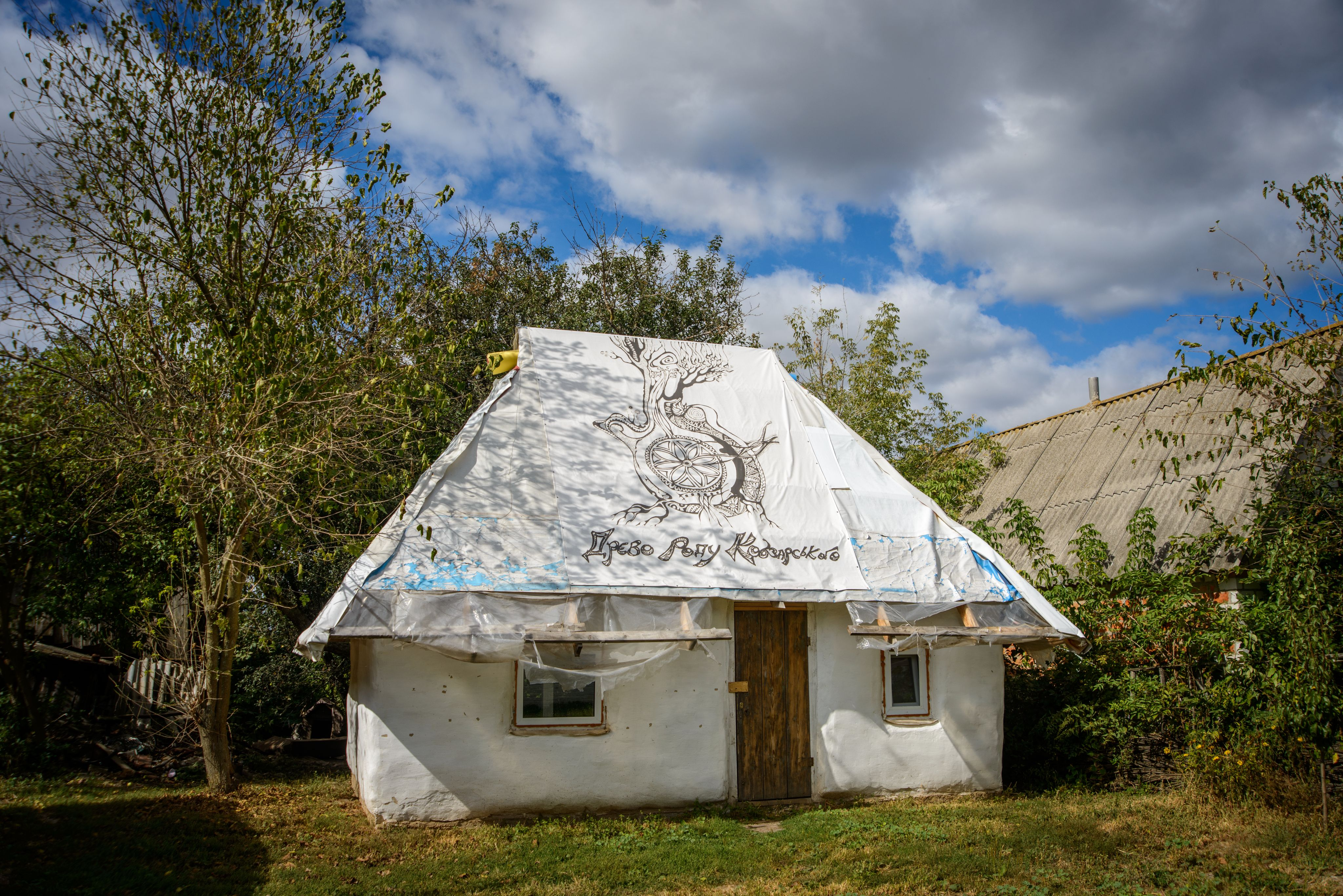
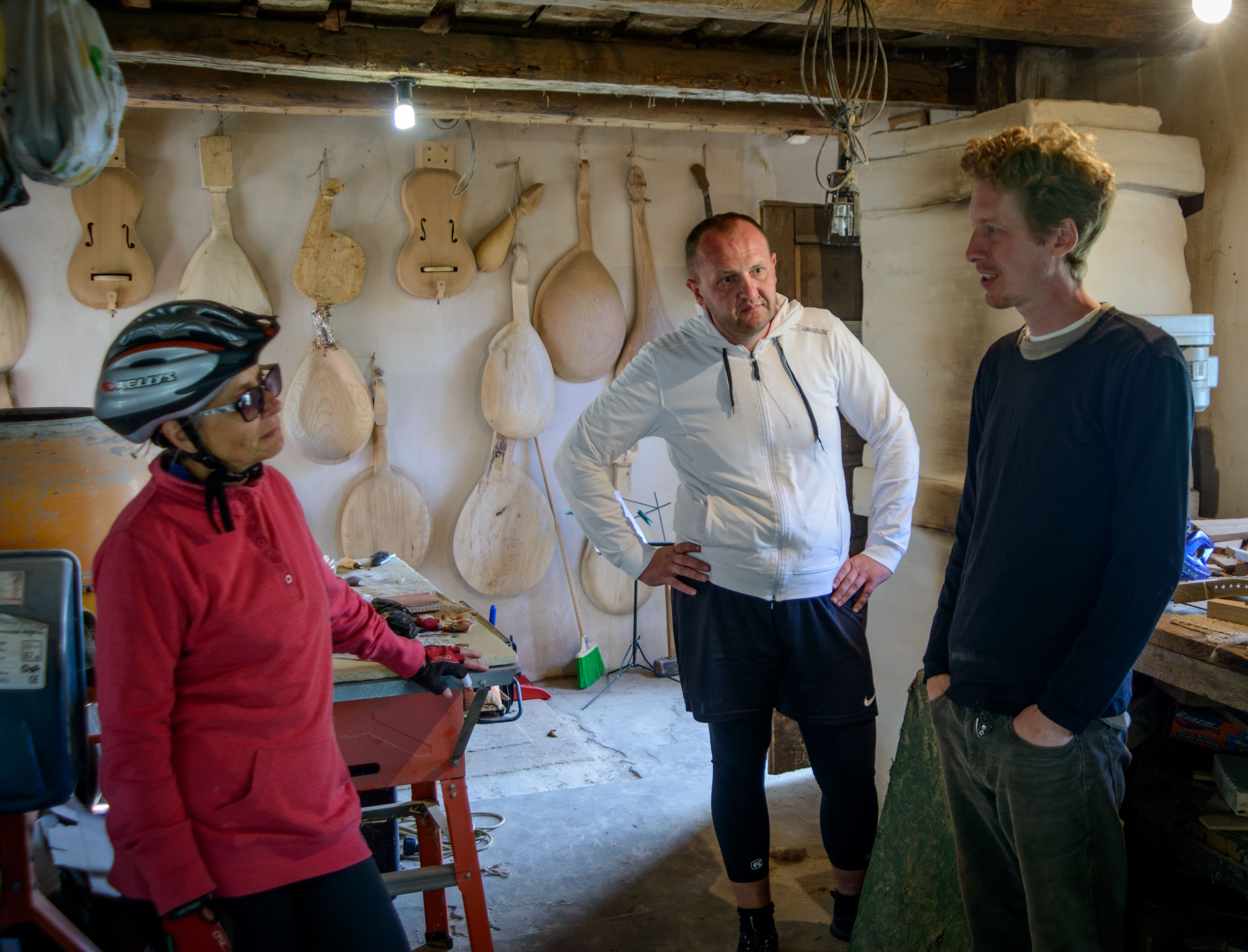

## Пам'ятки
У зводі пам'яток Пирятинського району записані наступі об'єкти:
- Поселення, рання залізна доба (археол.)
- Курган І (археол.)
- Курган II (археол.)
- Курган III «Лисакова могила» (археол.)
- Курган IV «Товста (Тараканова) могила», рання залізна доба (археол.)
- Братська могила радянських воїнів 1941, пам'ятний знак полеглим землякам (1956) (іст.)
- Маєток родини Липських (іст.)
- Могила Липського Олександра Лукича, професора медицини (іст.)
- Могила радянського воїна (1941) (іст.)
- Пам'ятна дошка на честь Вовка Федора Кіндратовича (2008) (іст.)
- Пам'ятний знак жертвам Голодомору 1932—1933 рр. (іст.)
- Пам'ятник Пешкову Олексію Максимовичу (Максиму Горькому) (1967) (іст.)

## Галерея

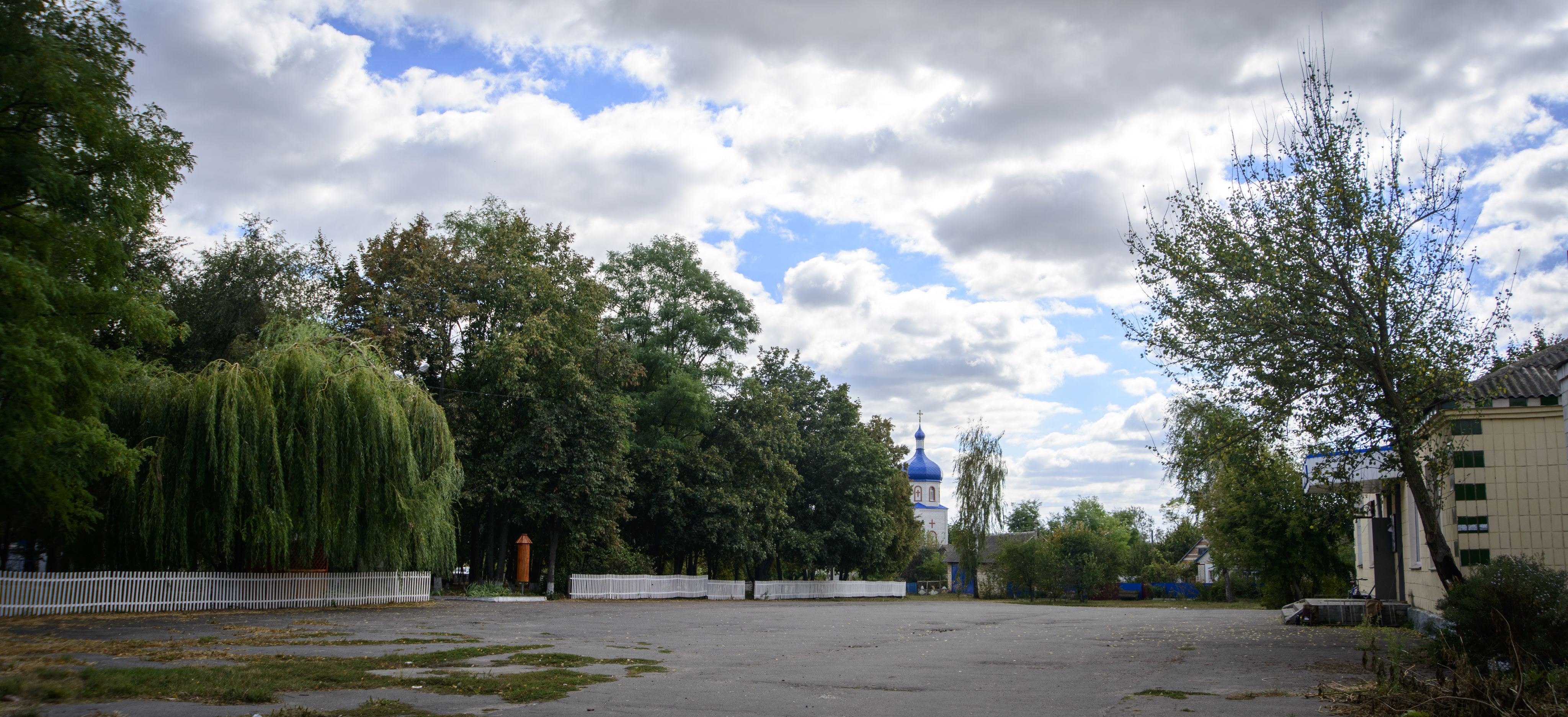
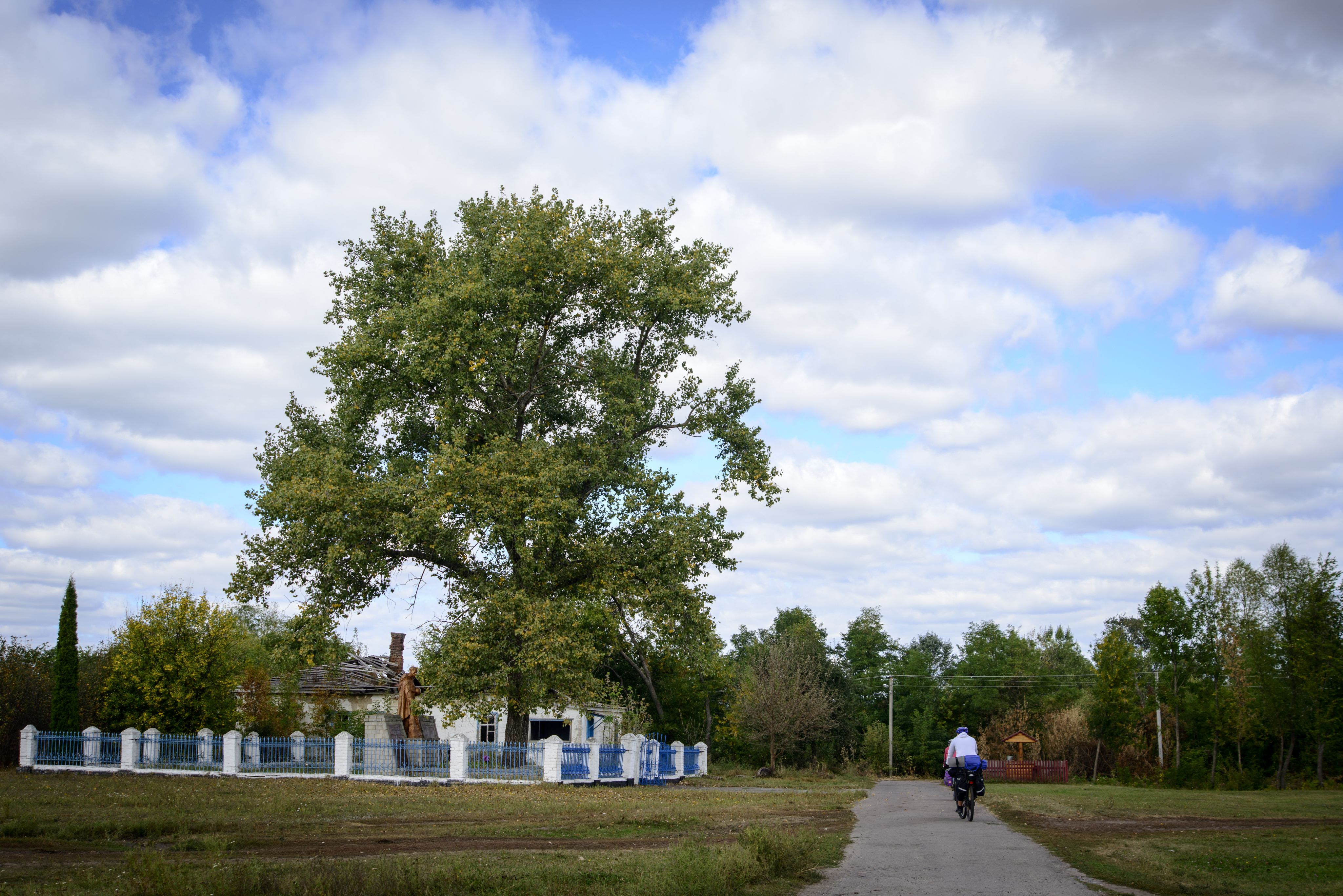
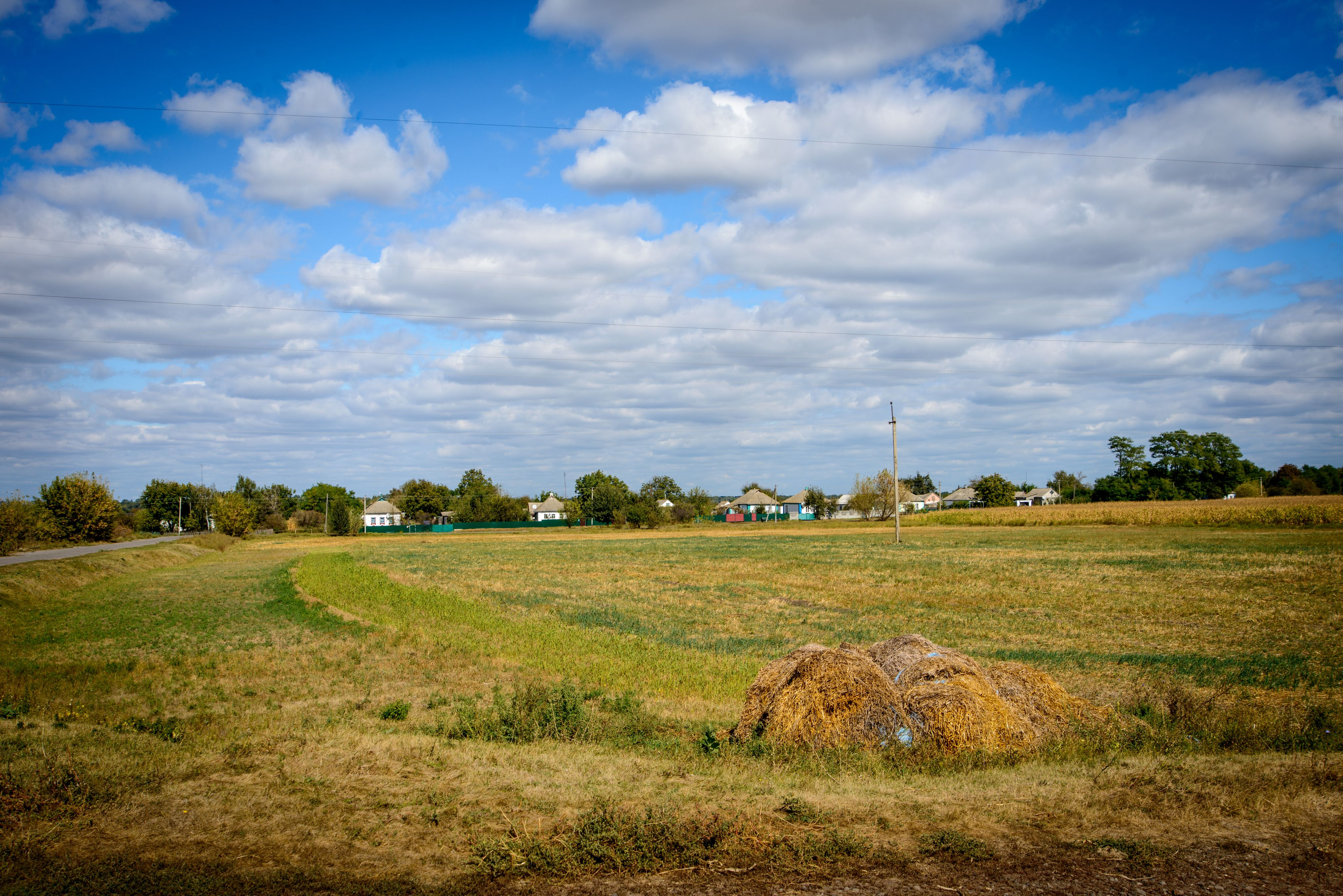
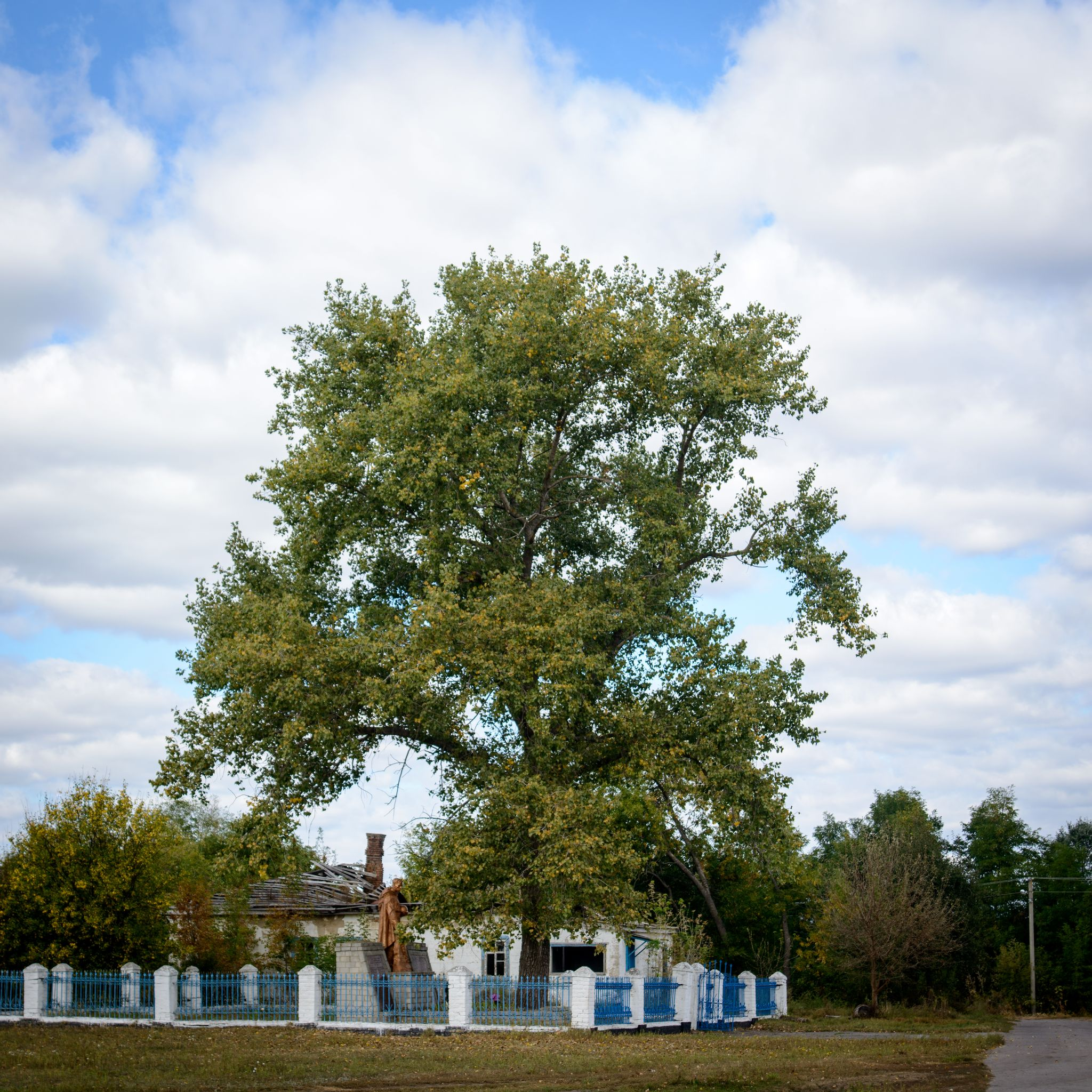
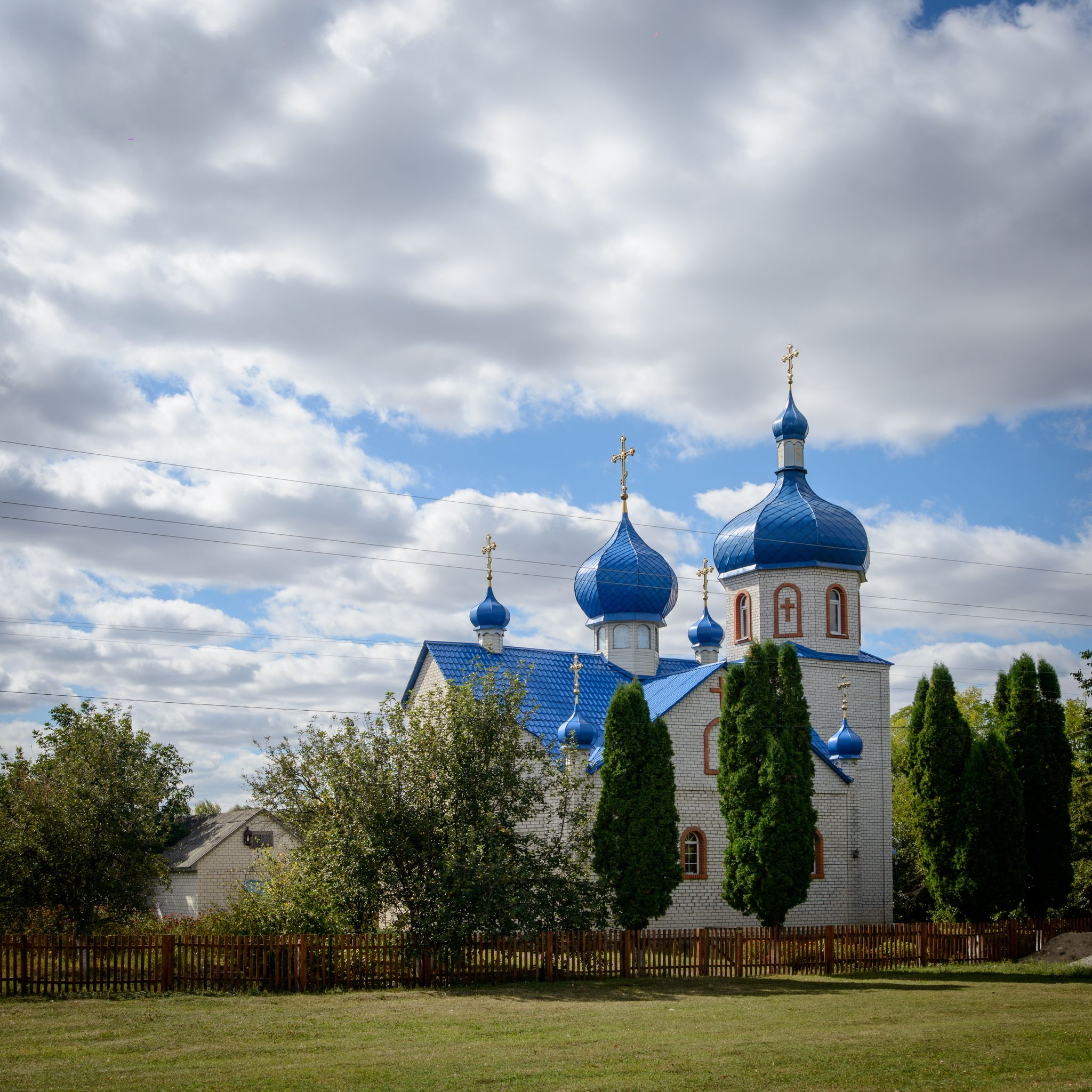
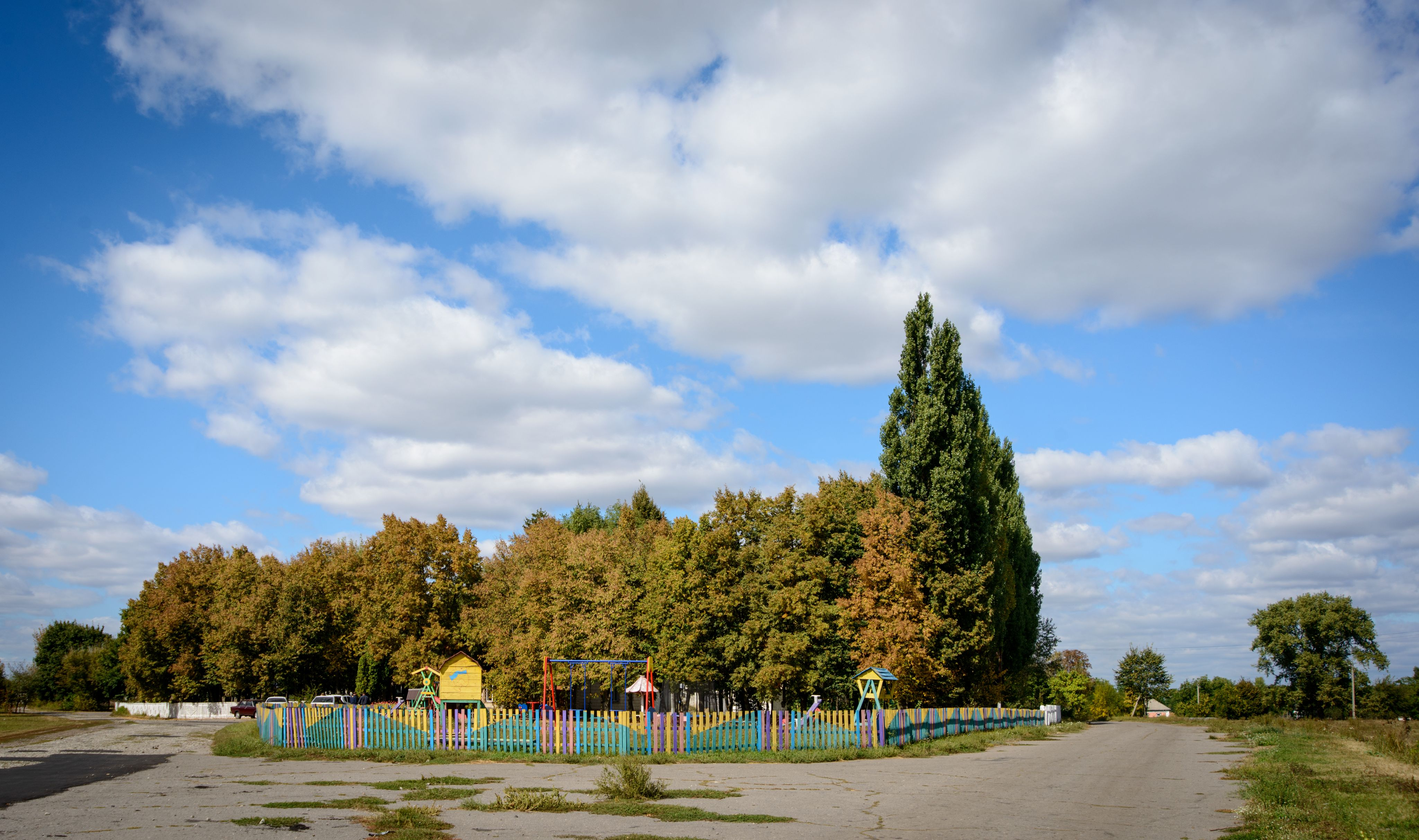
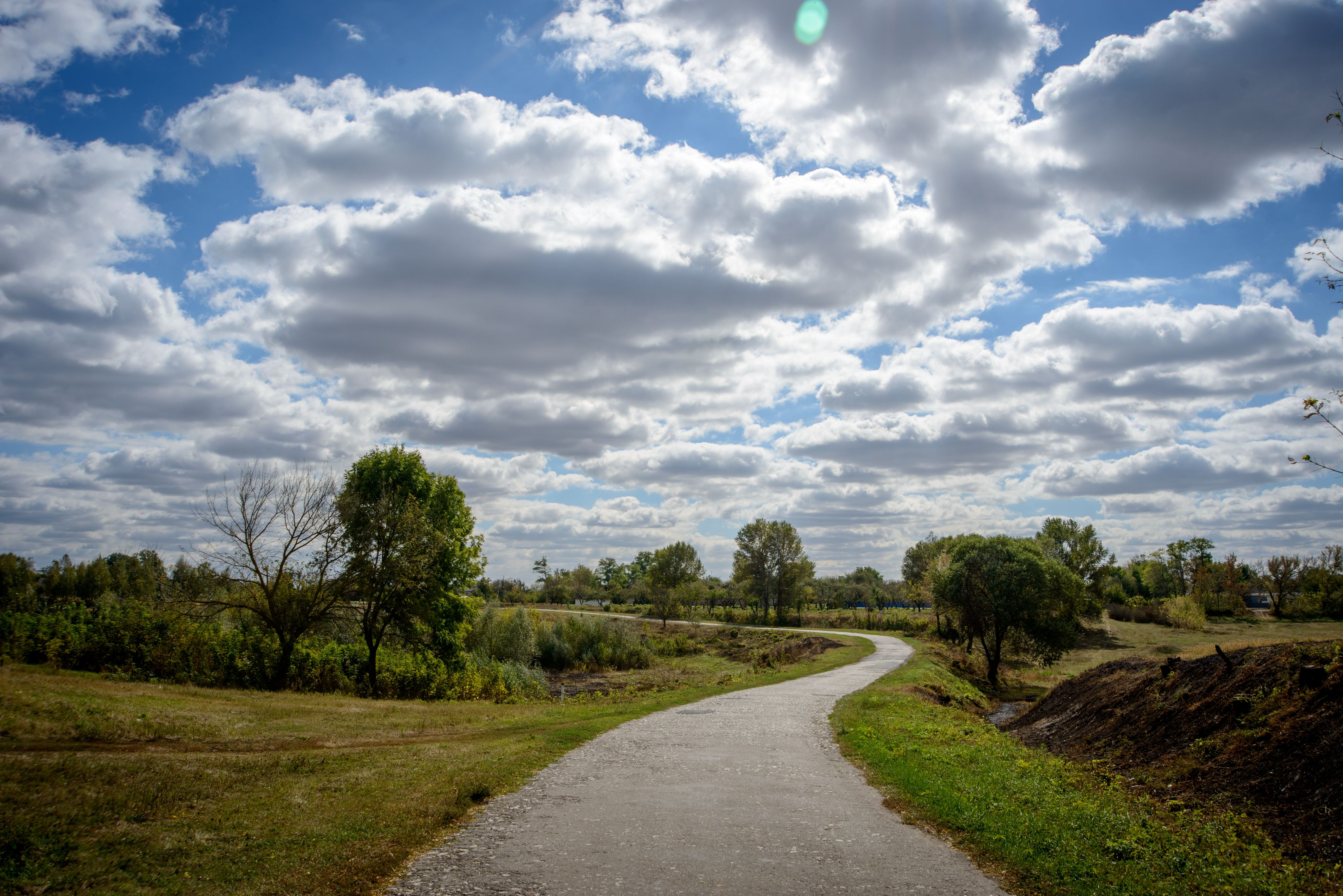
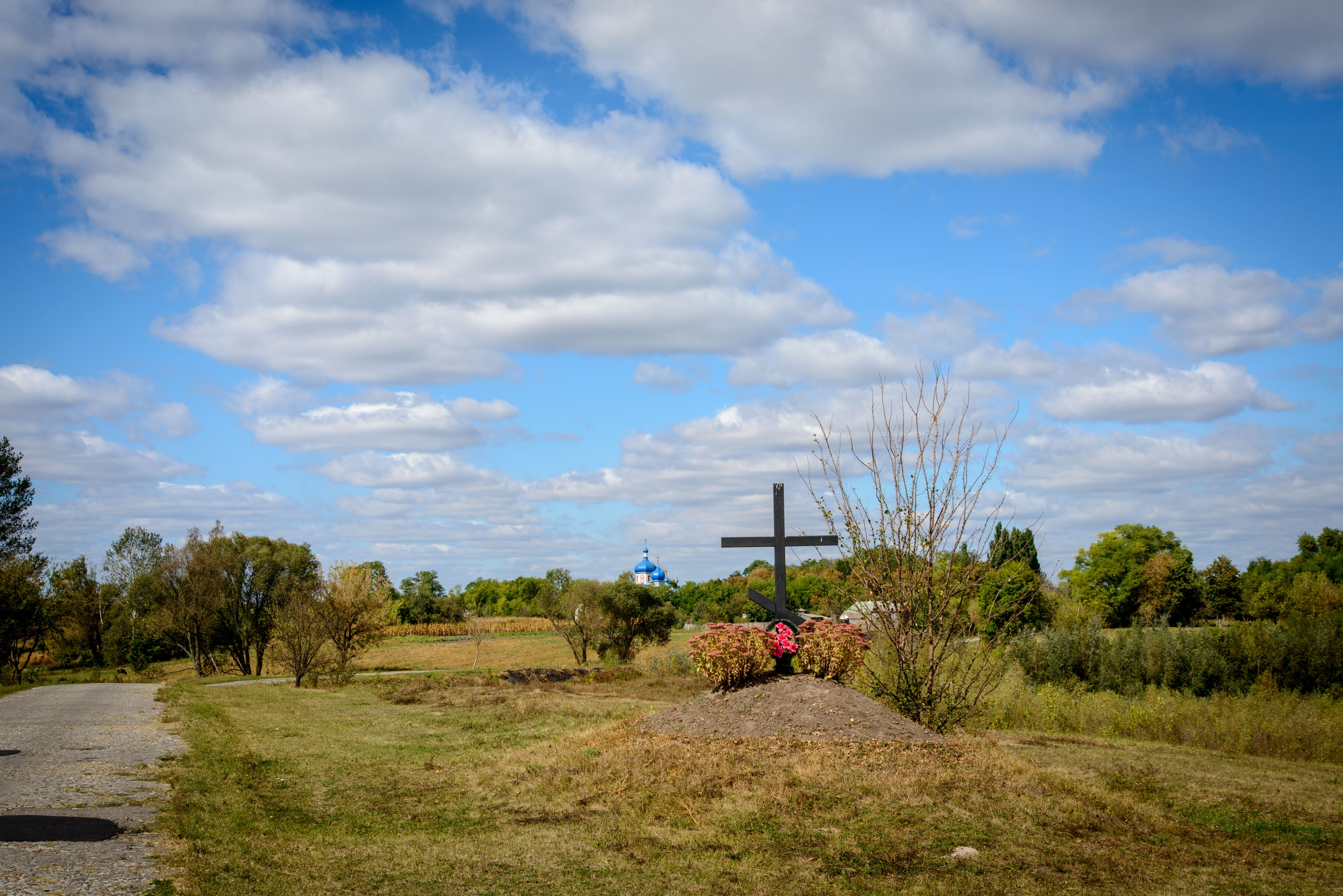
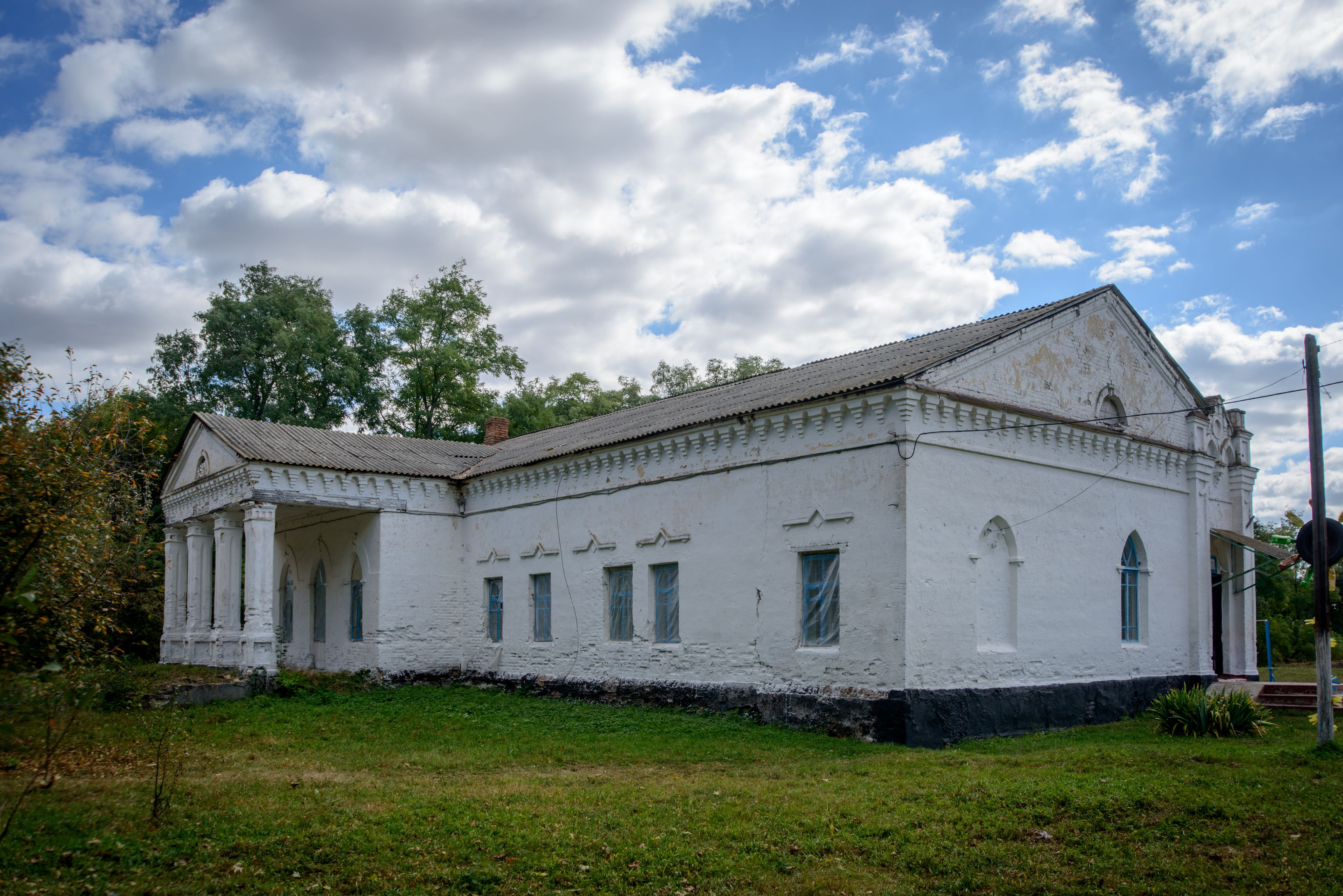
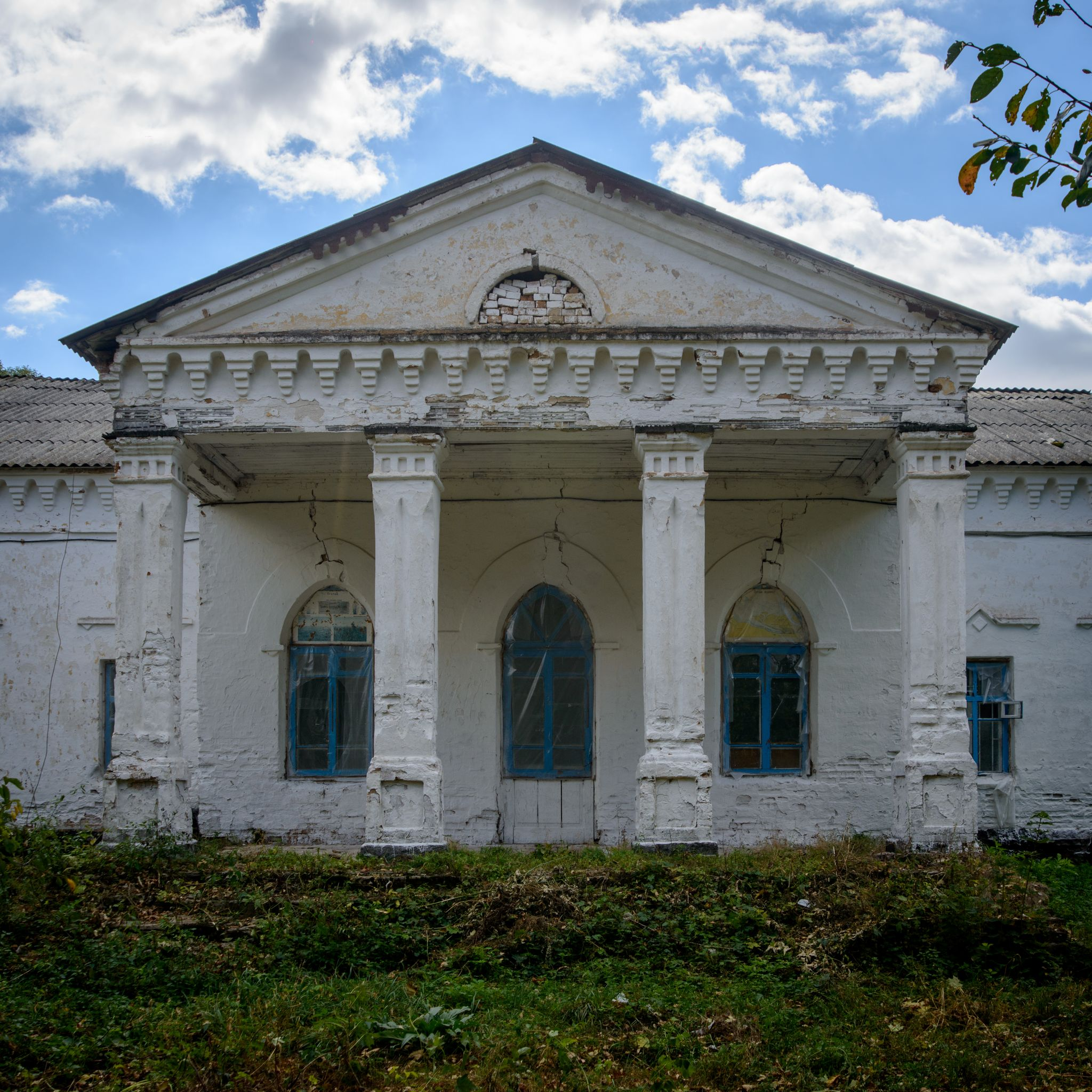
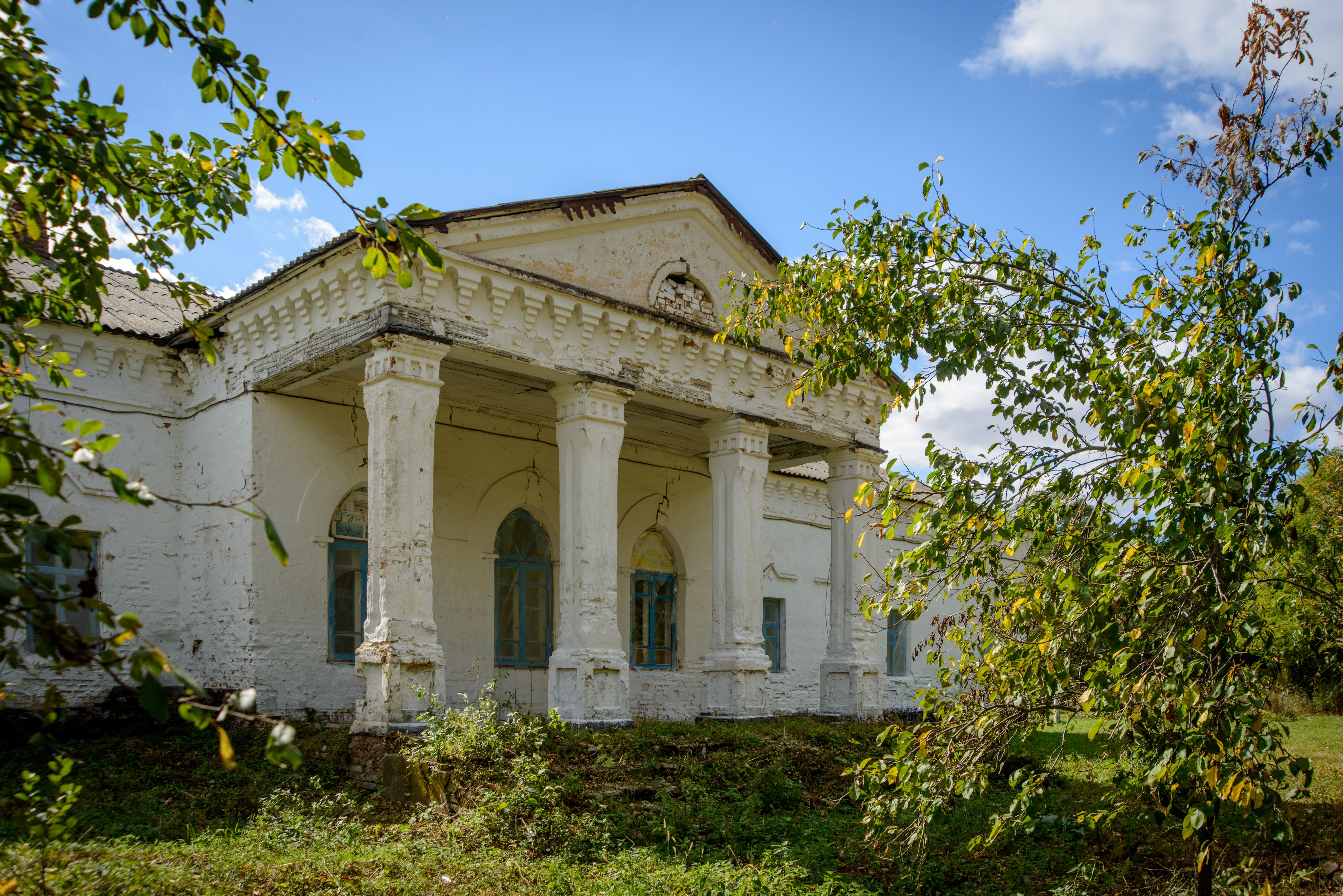
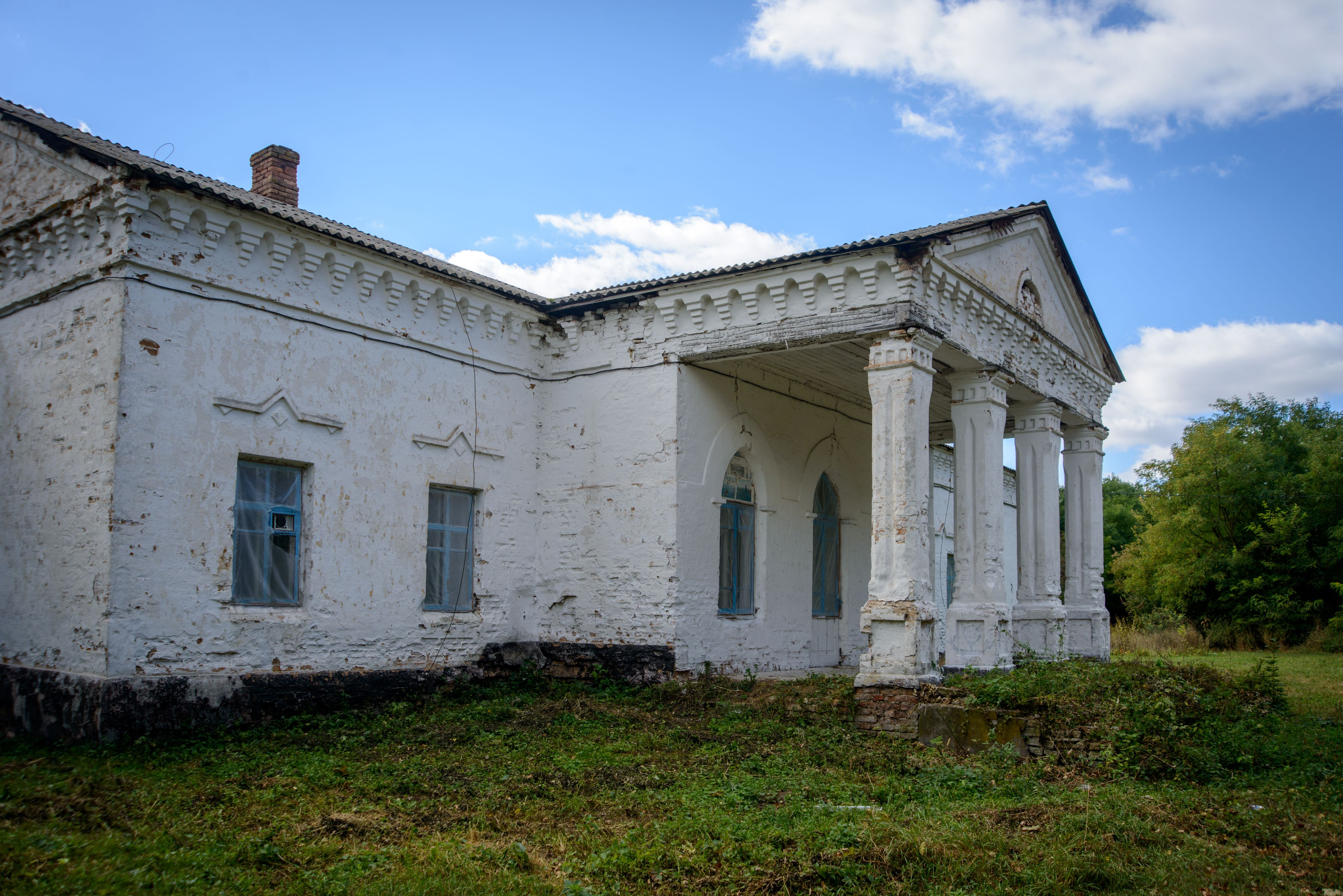
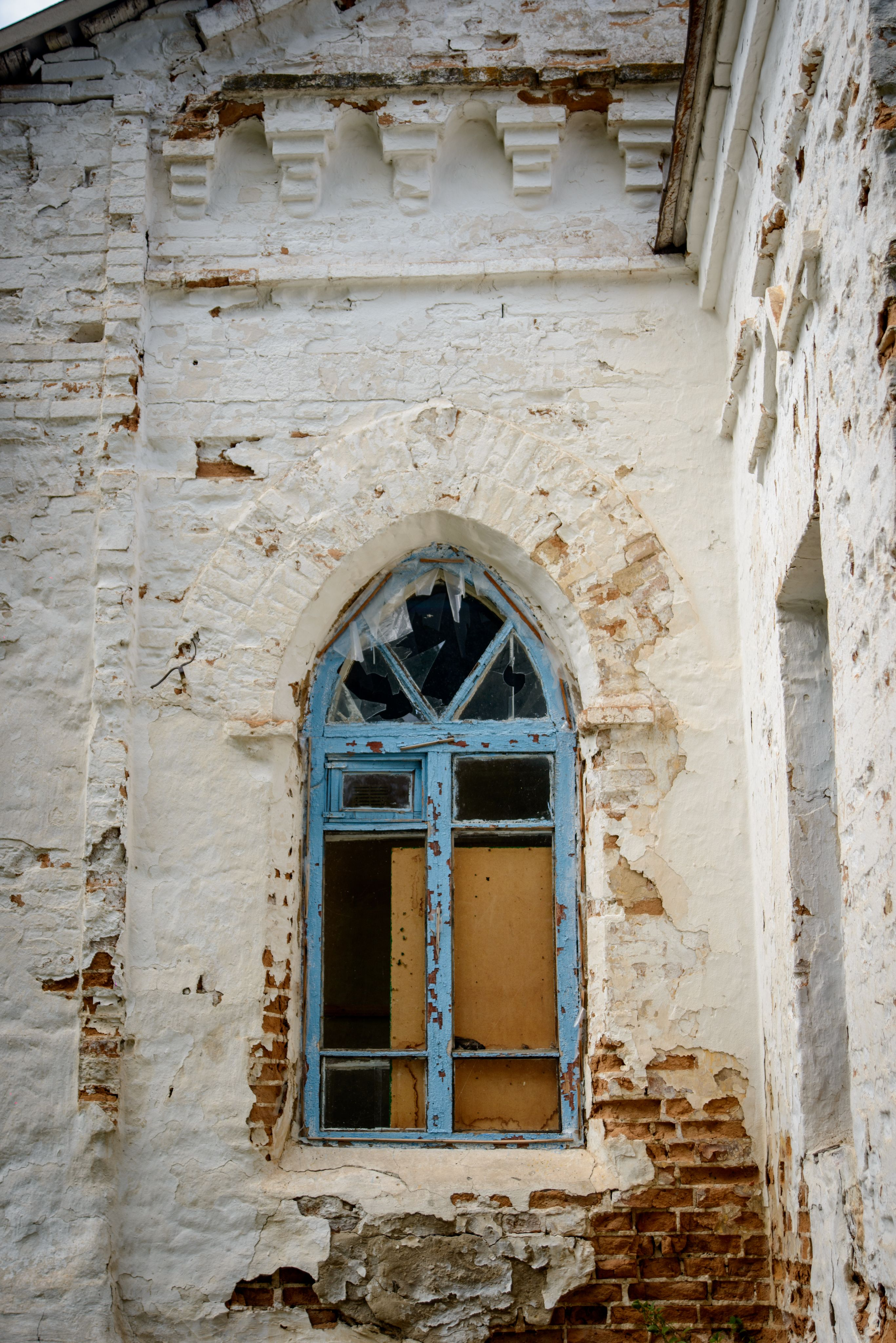
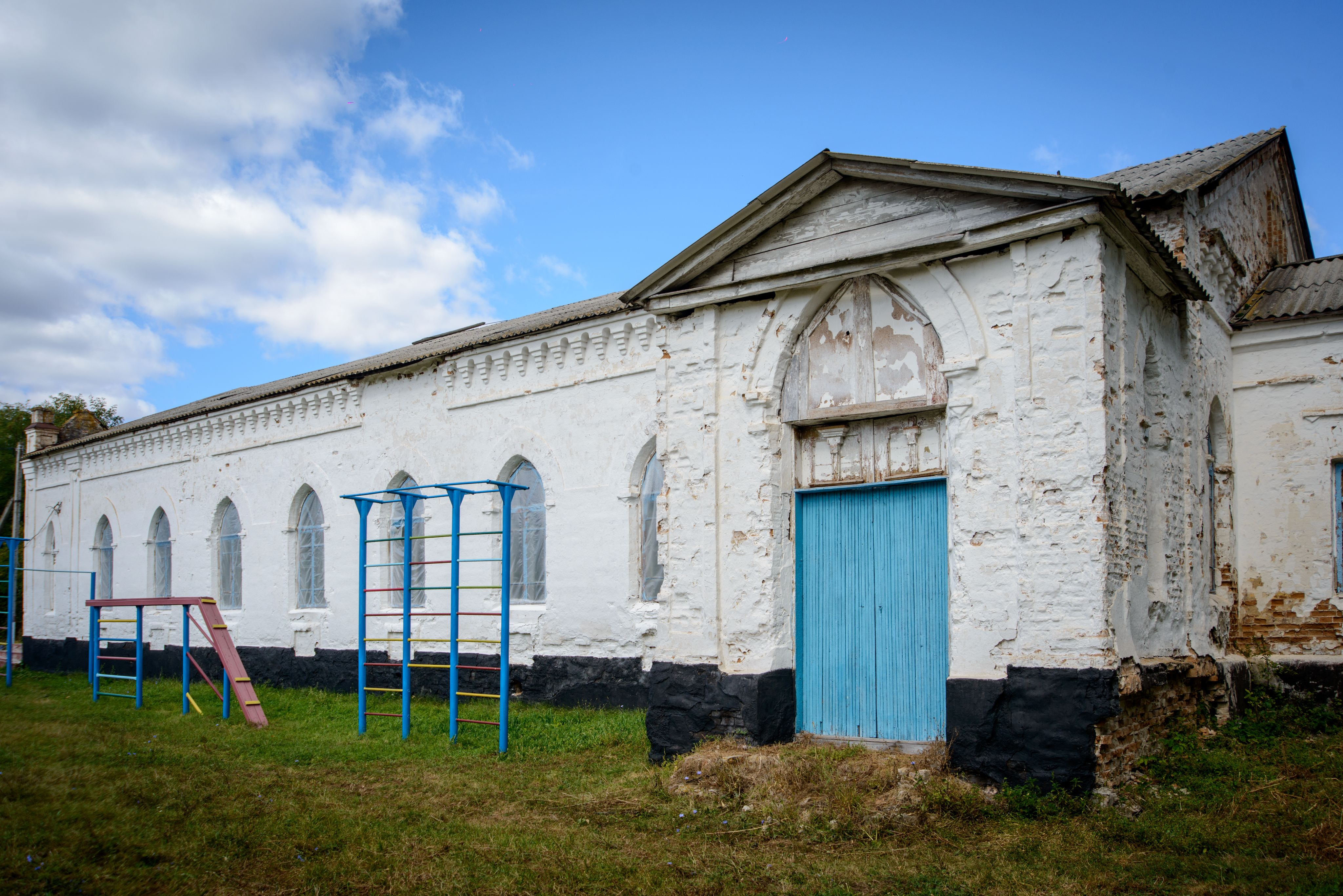
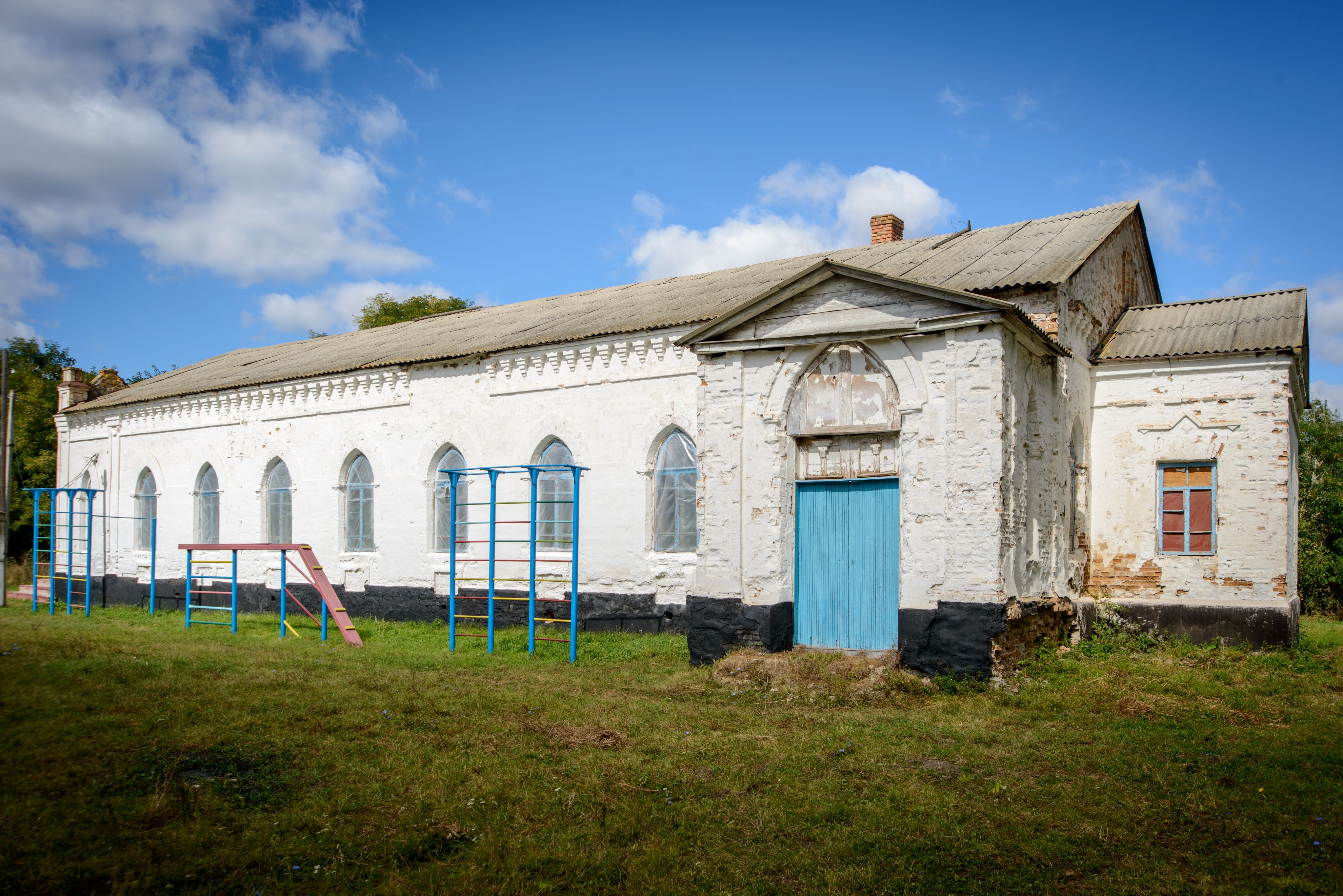
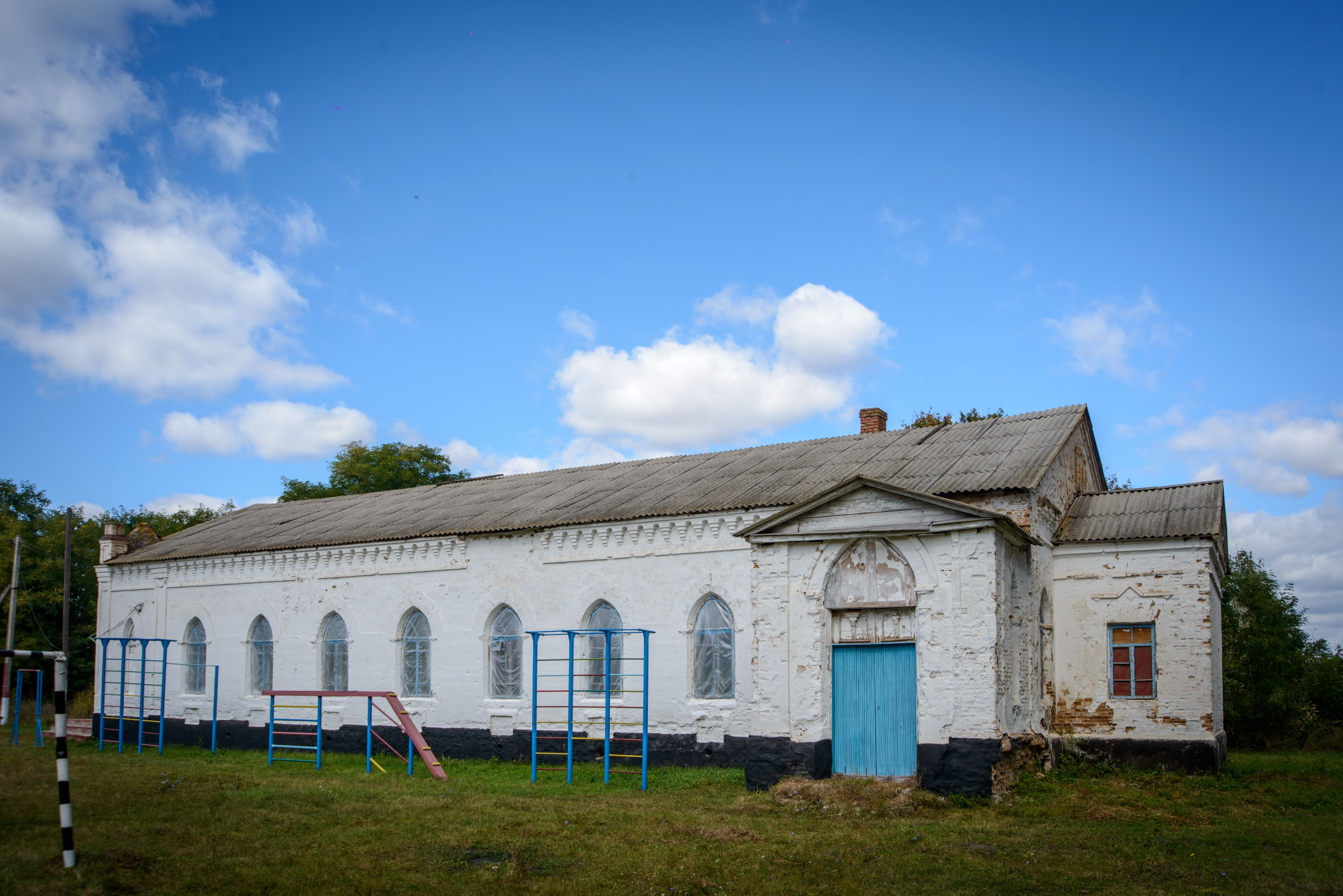
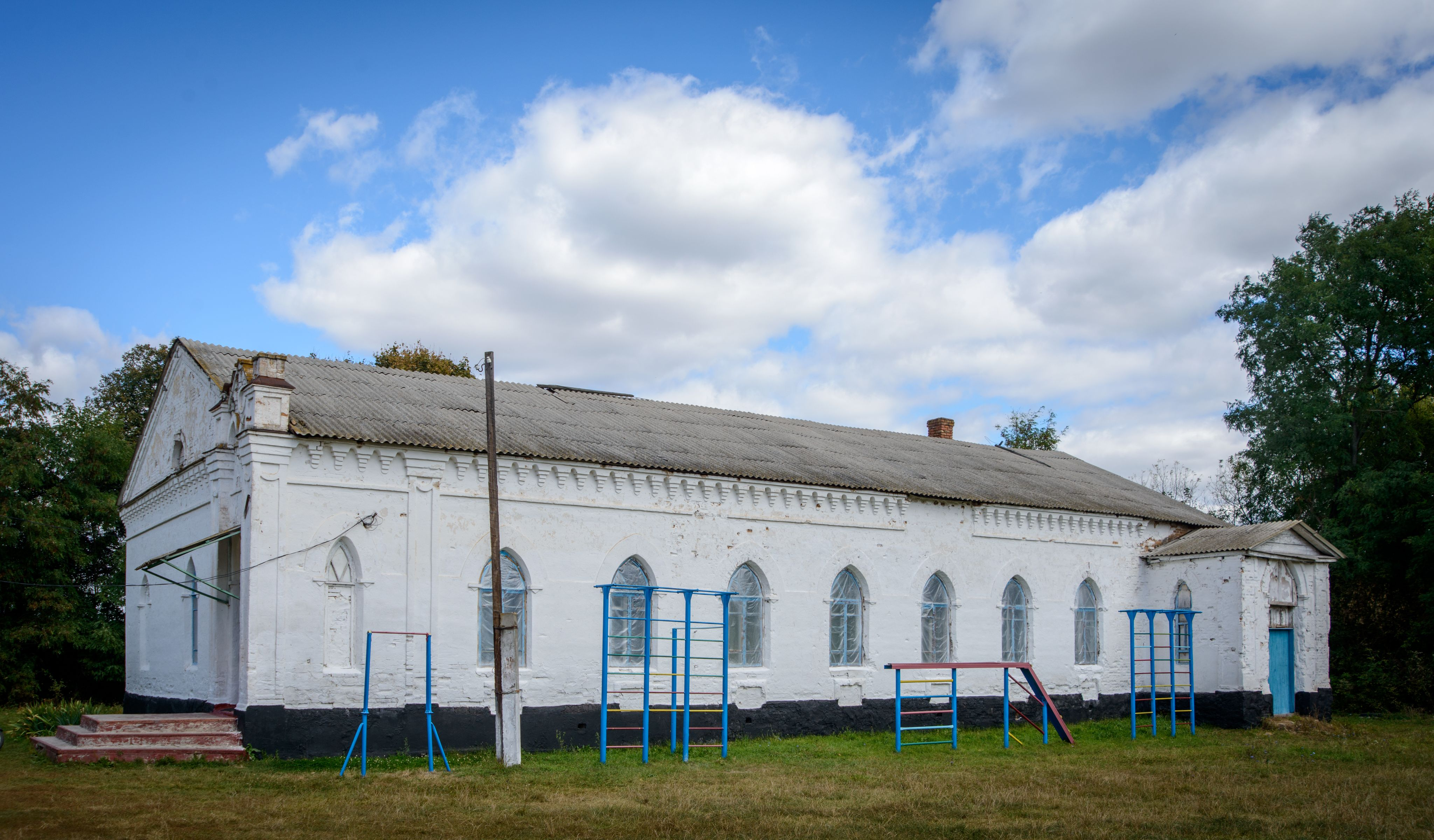
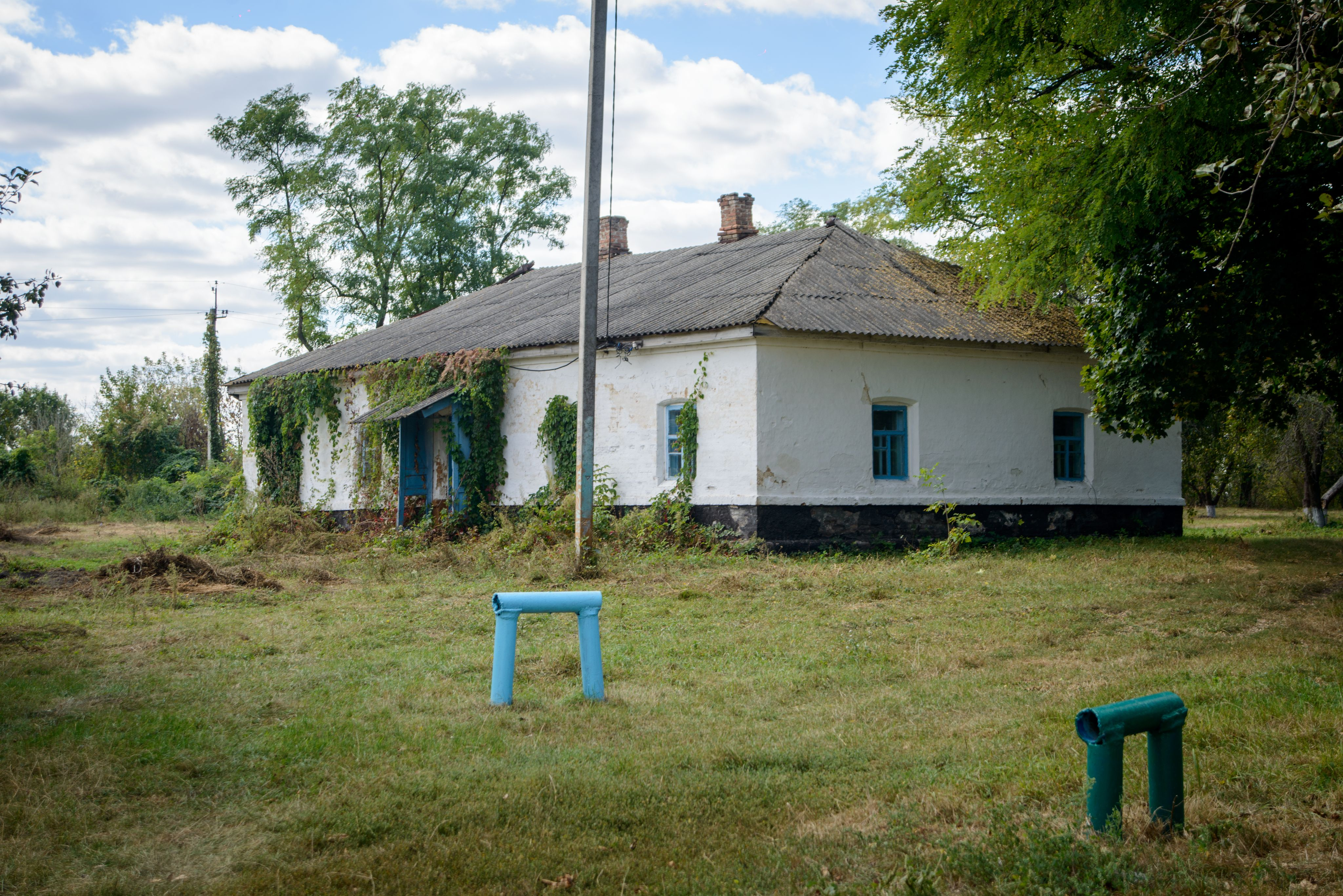
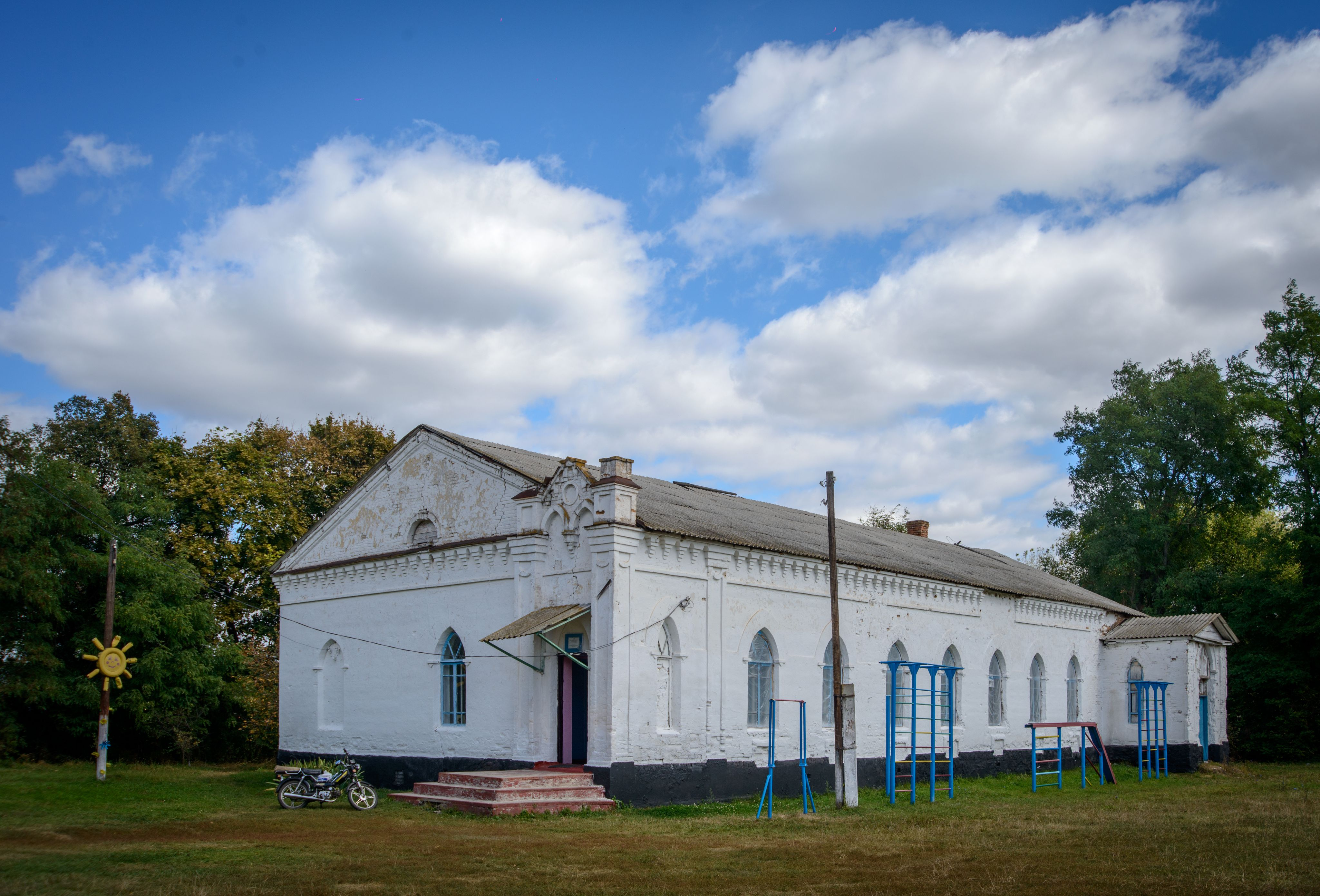
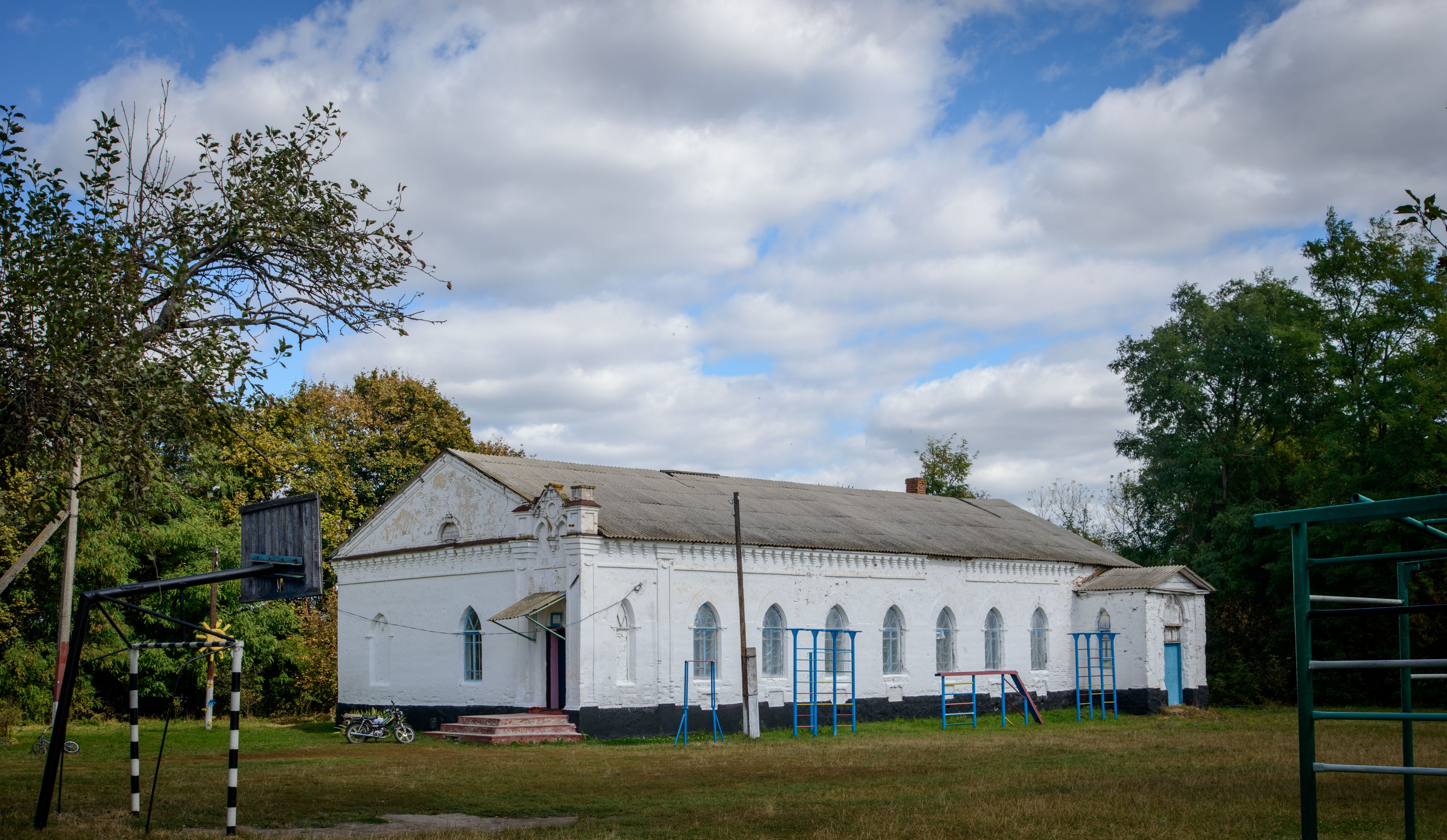
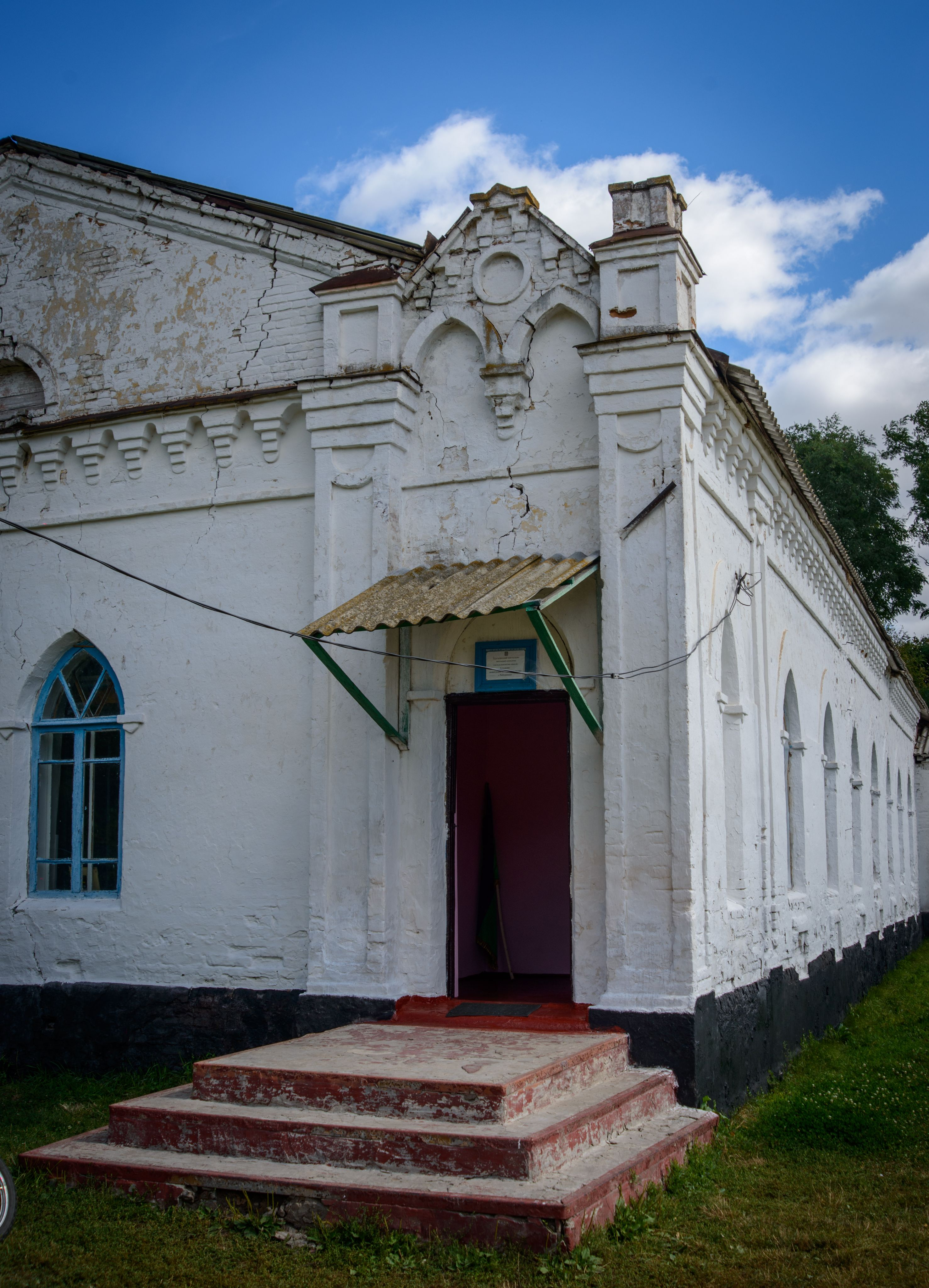
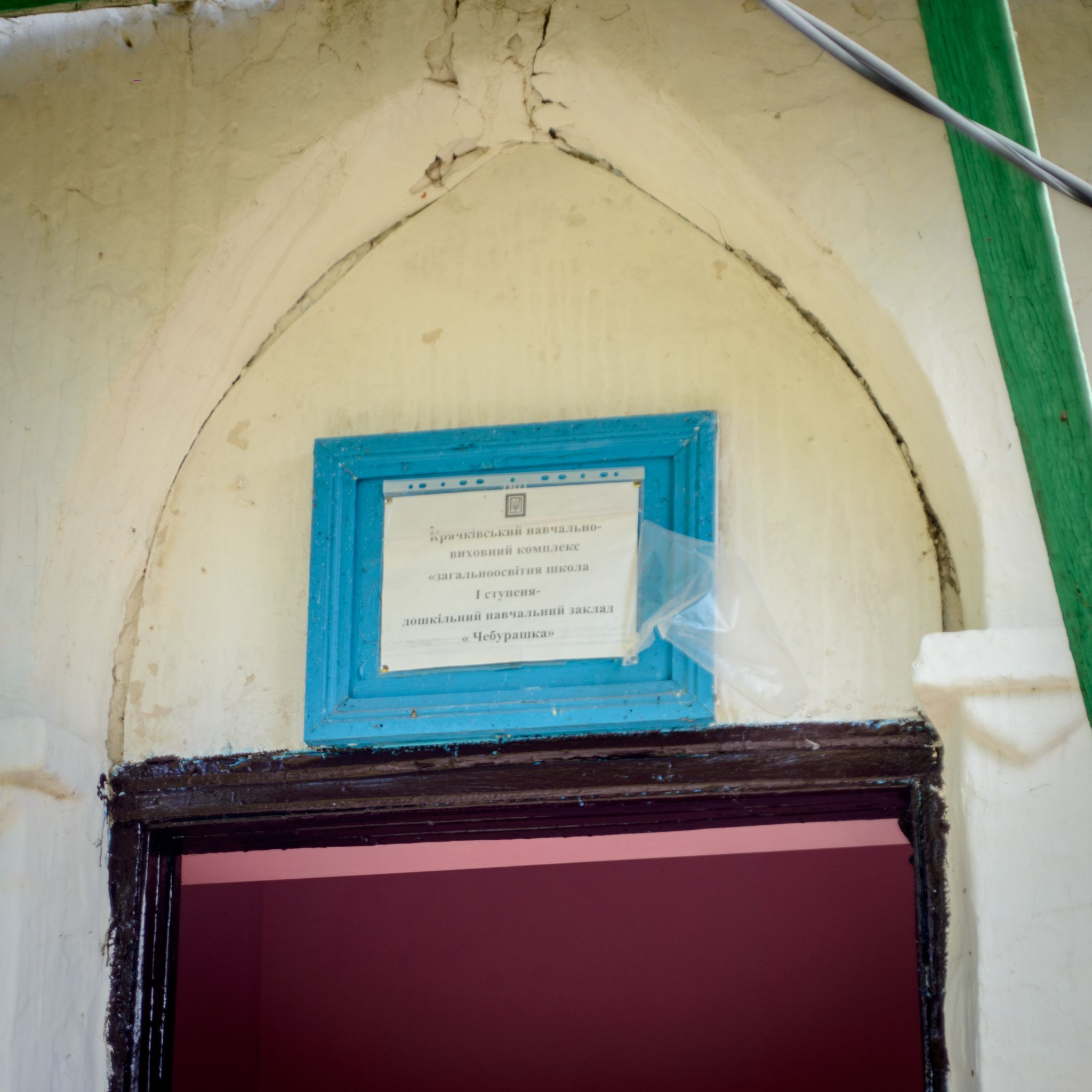
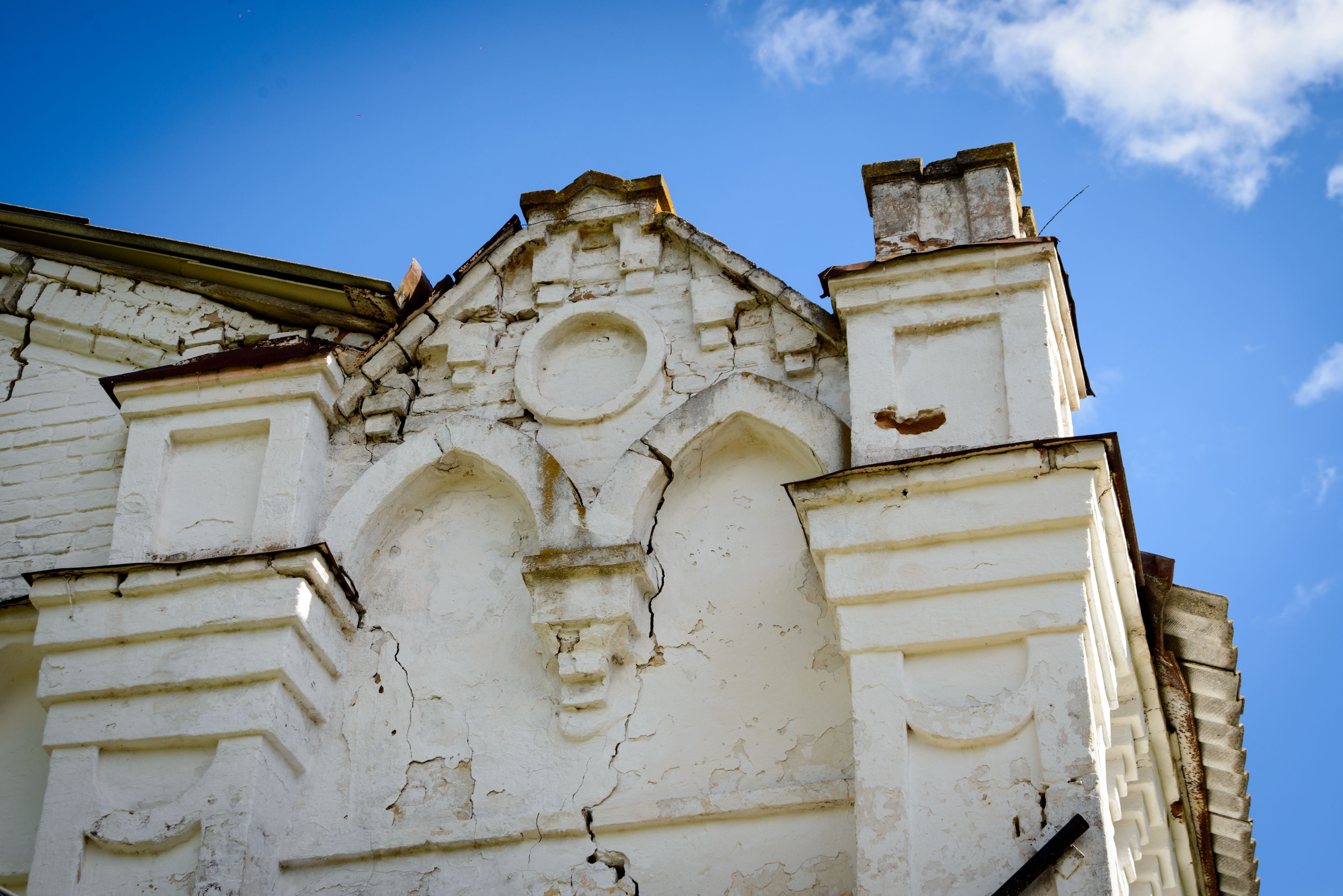
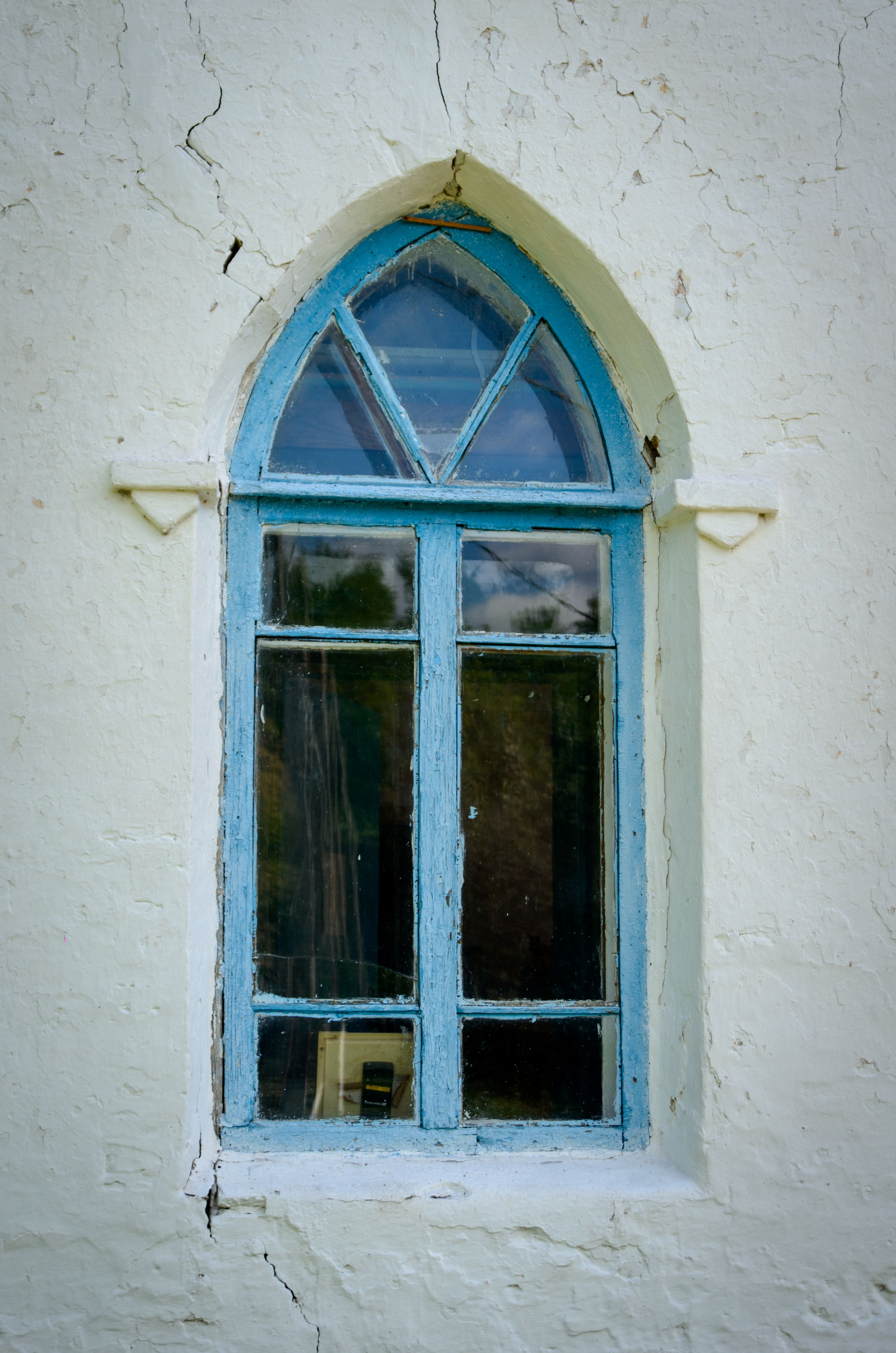
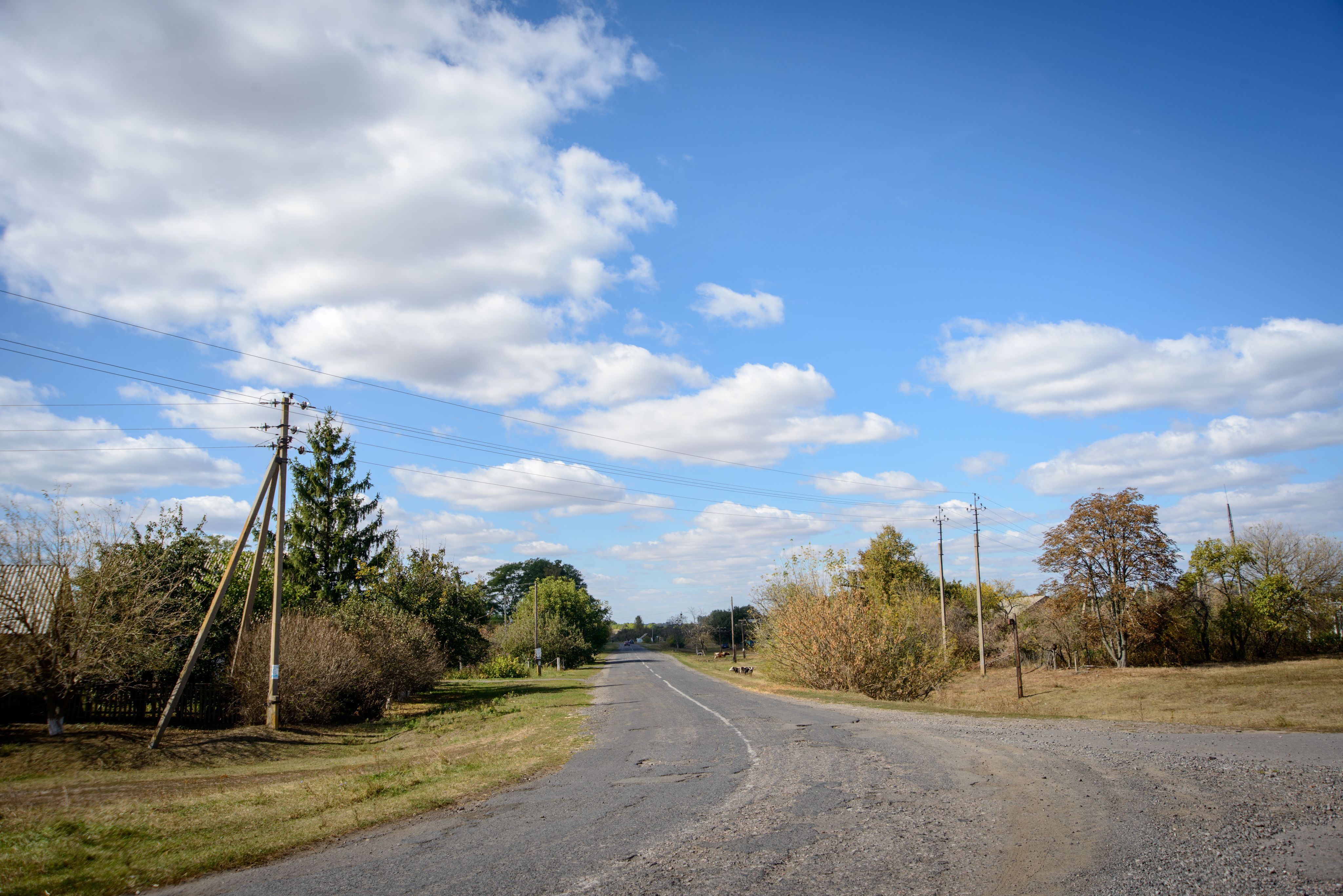
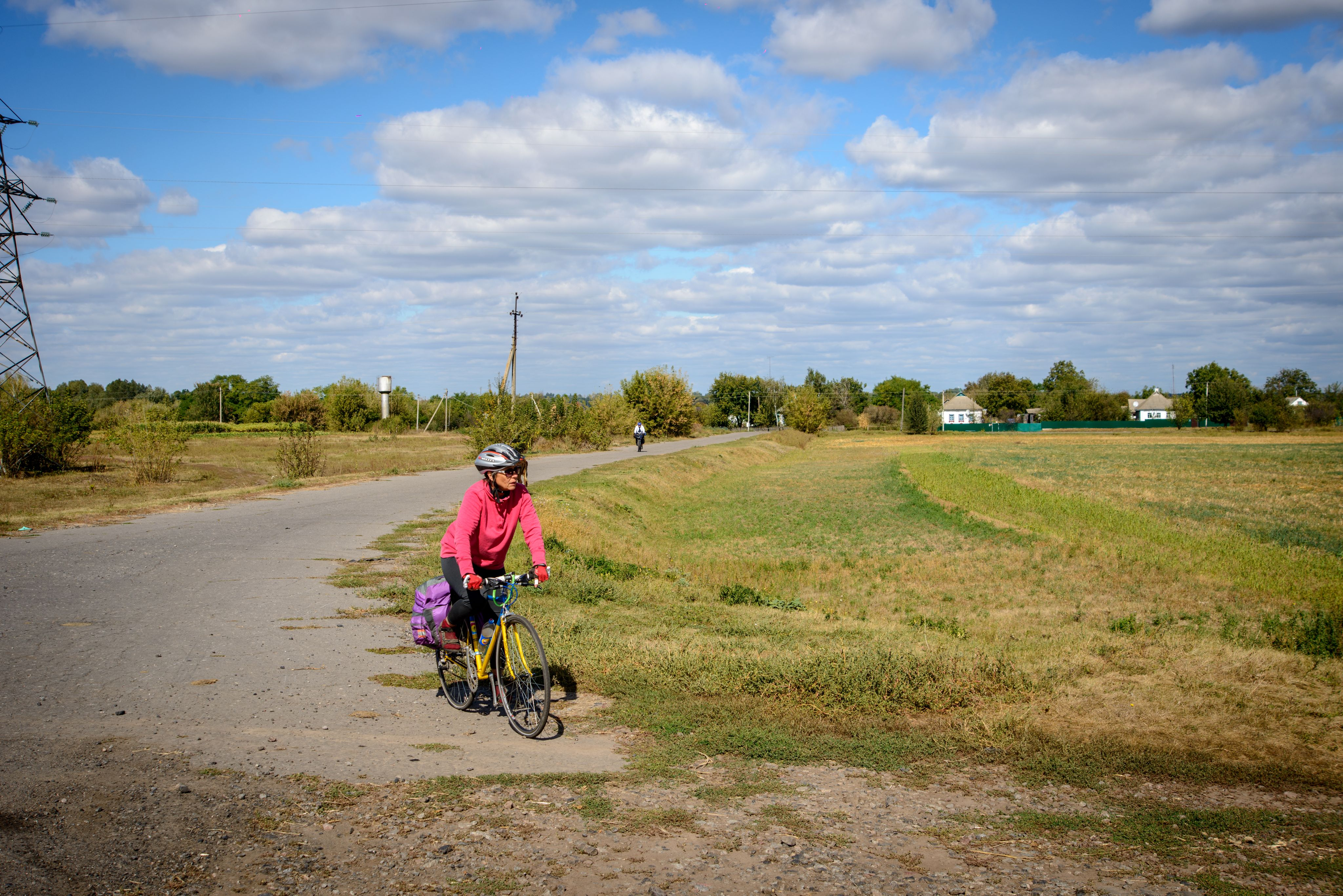
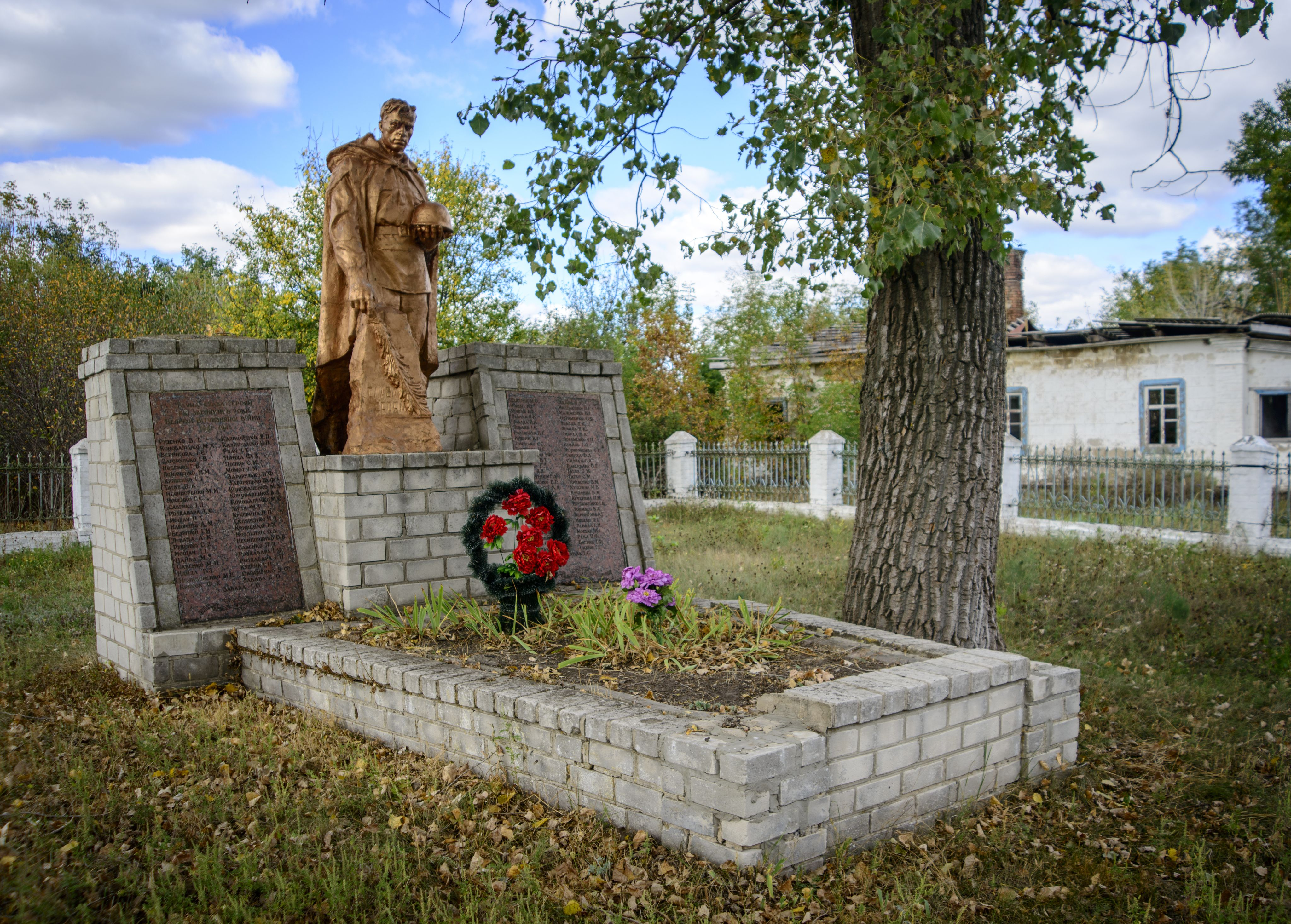
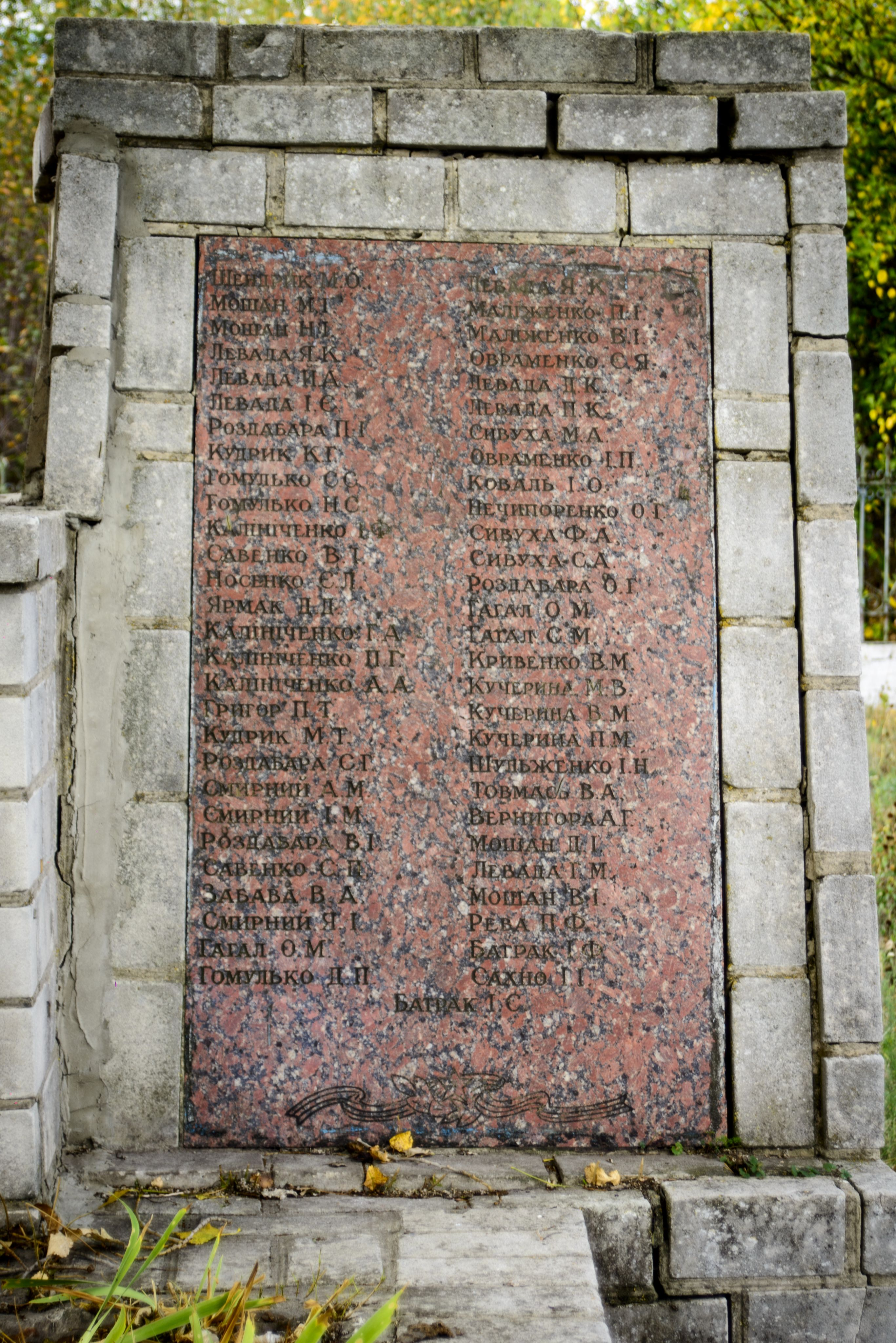
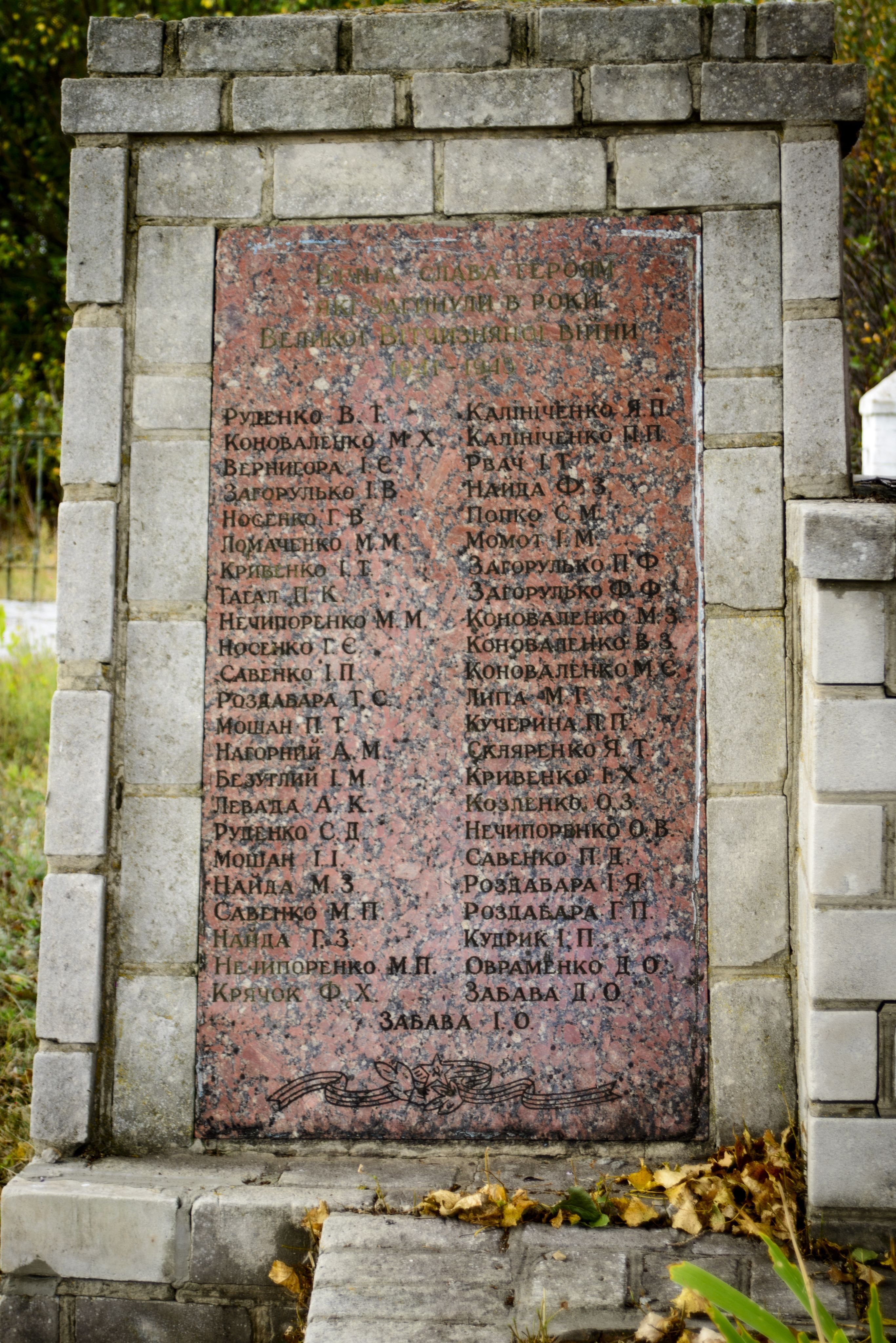
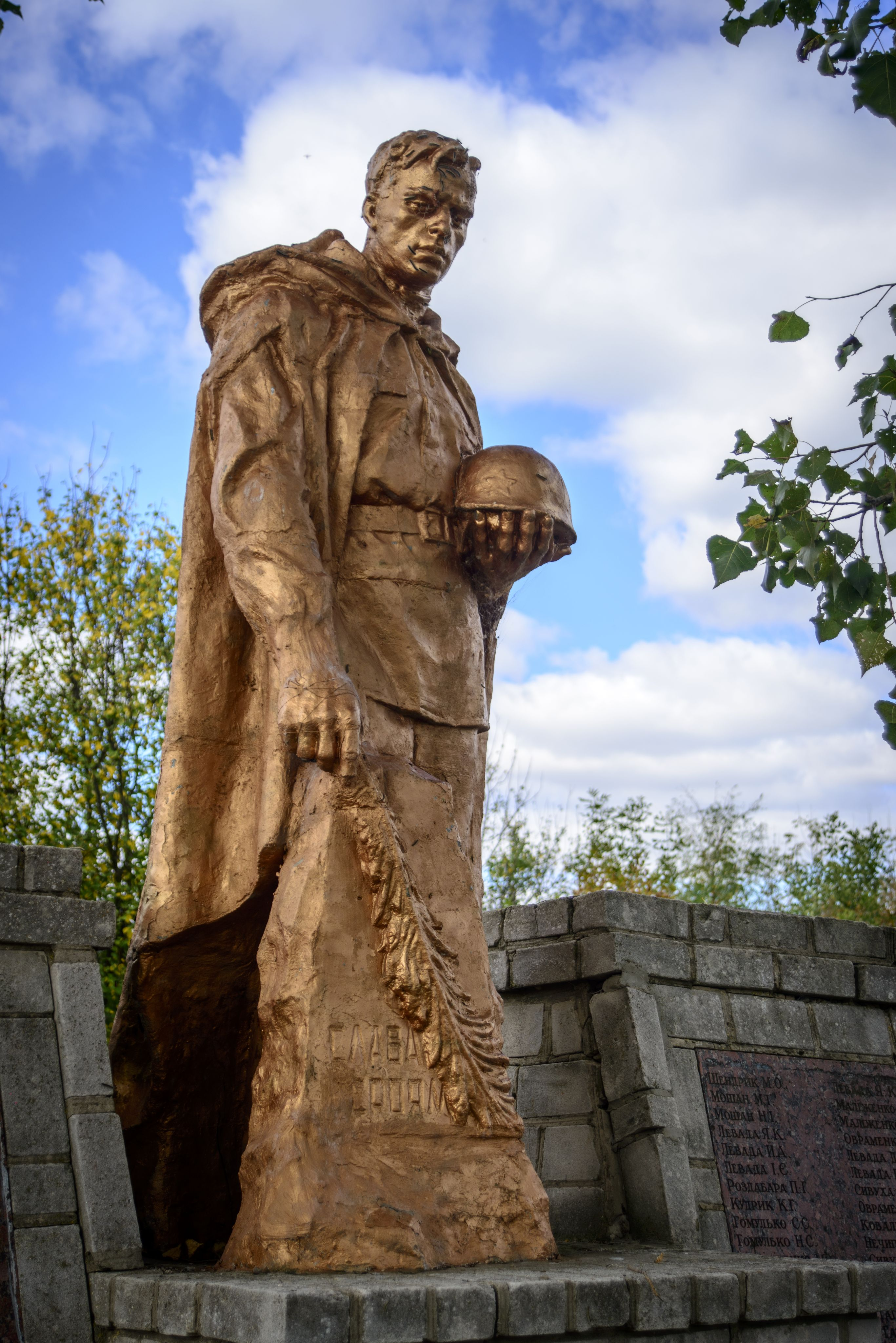
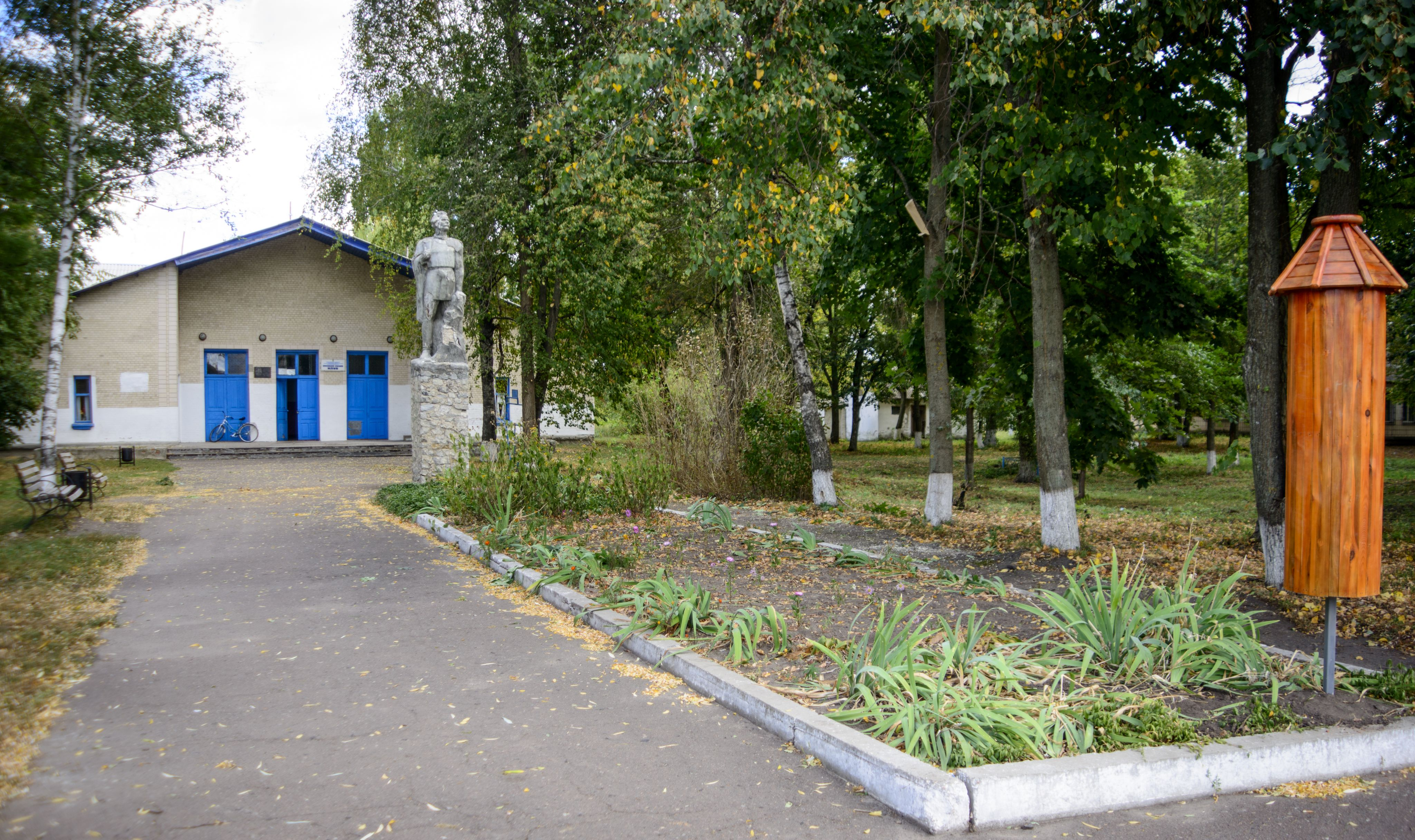
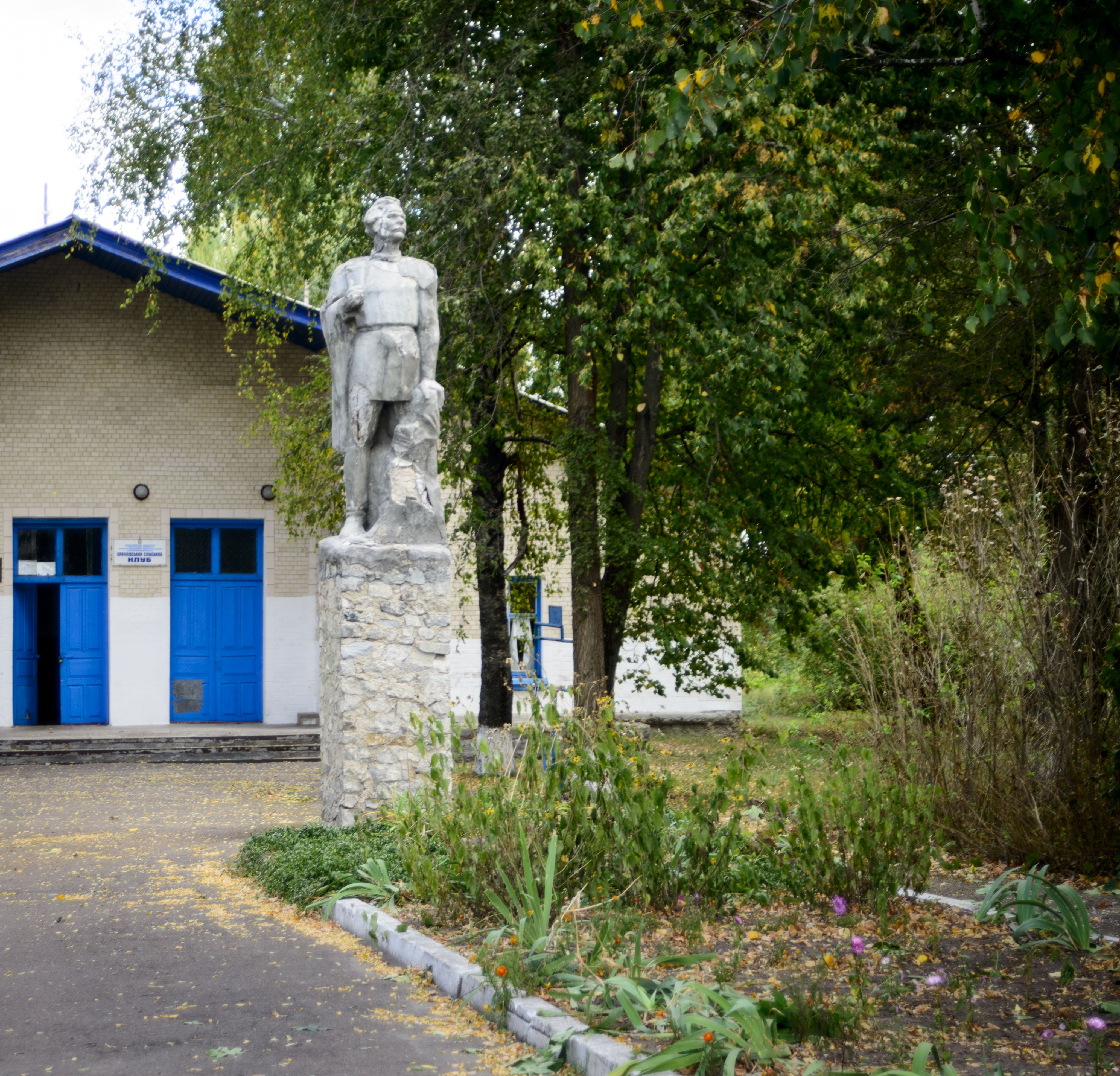
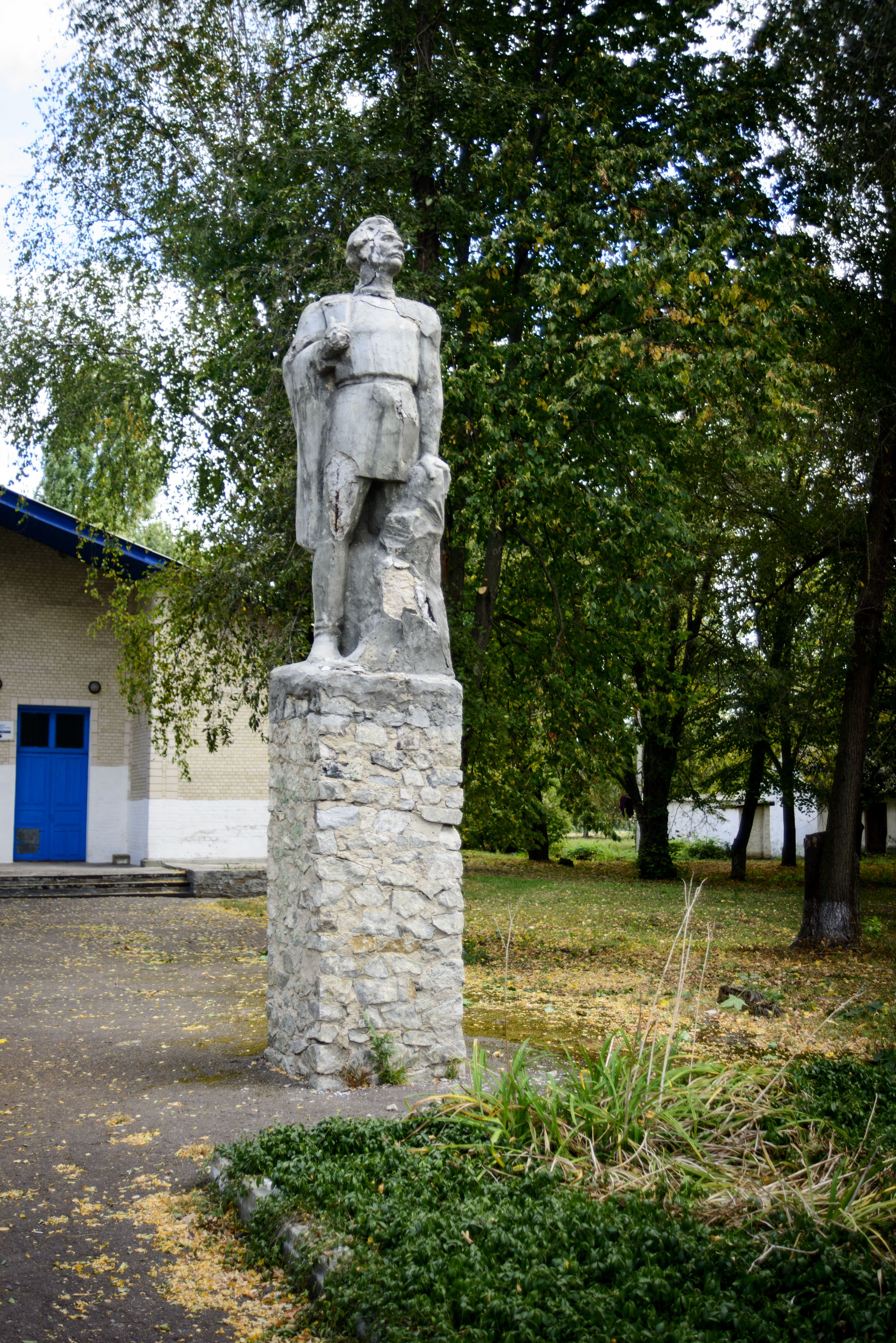
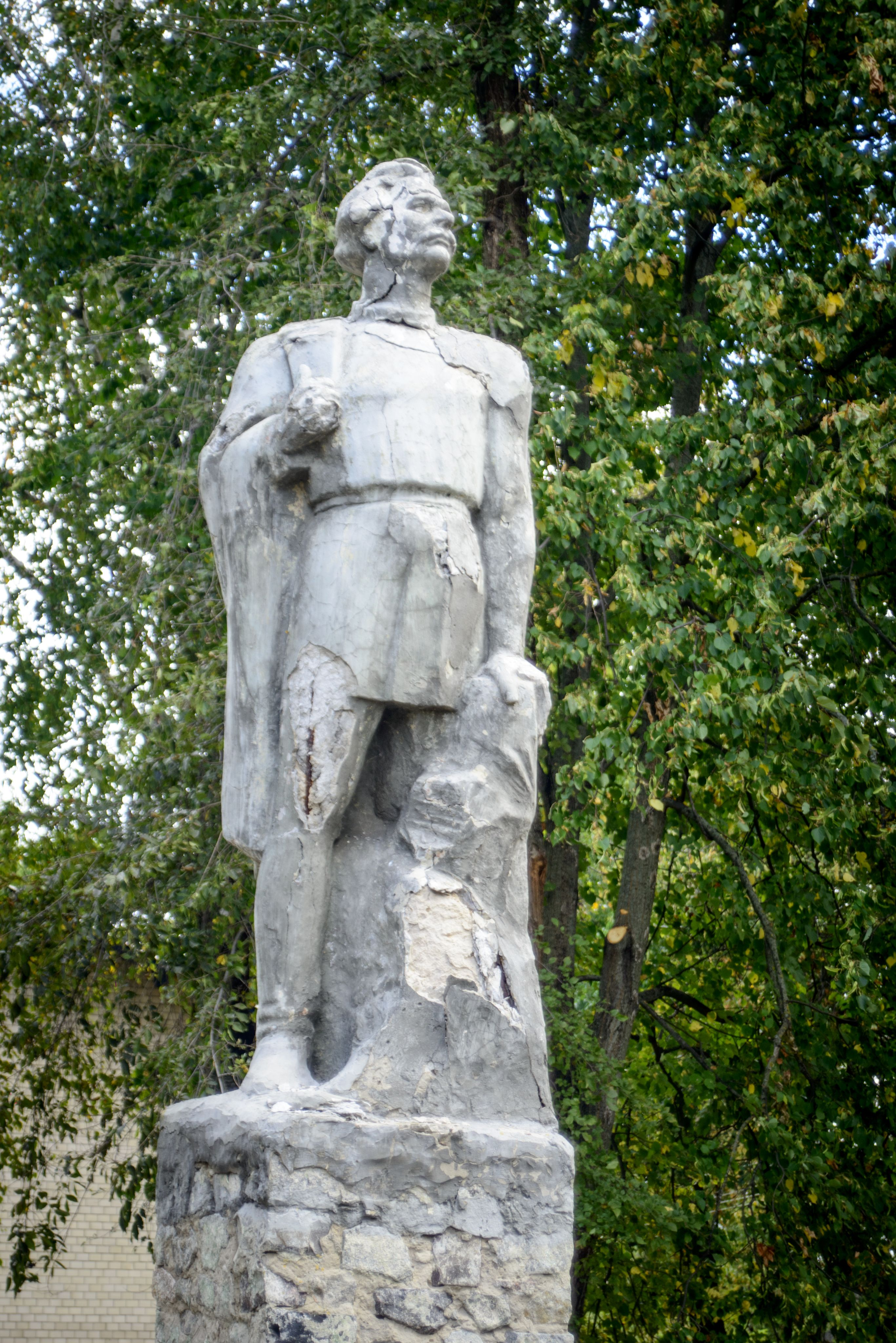
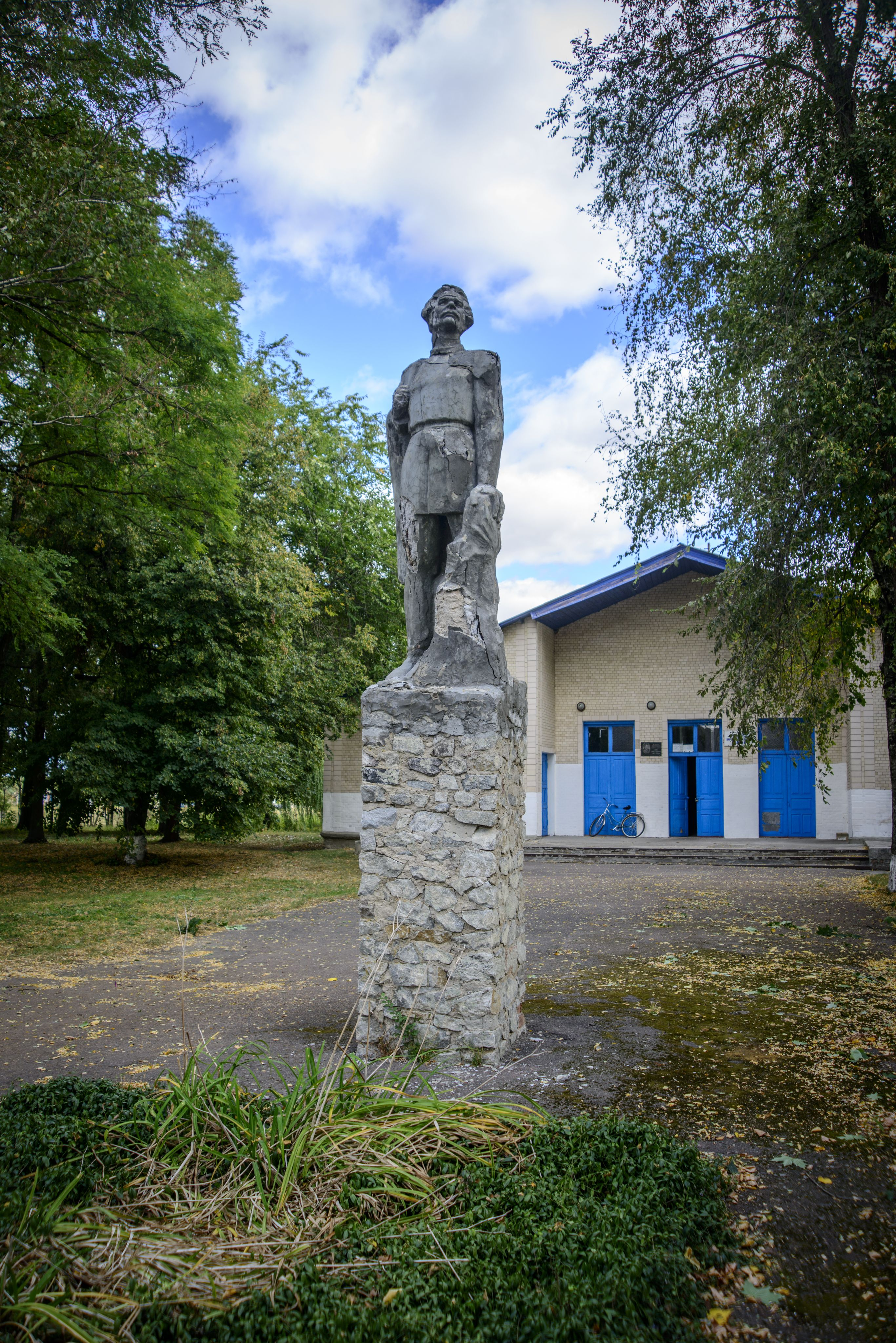
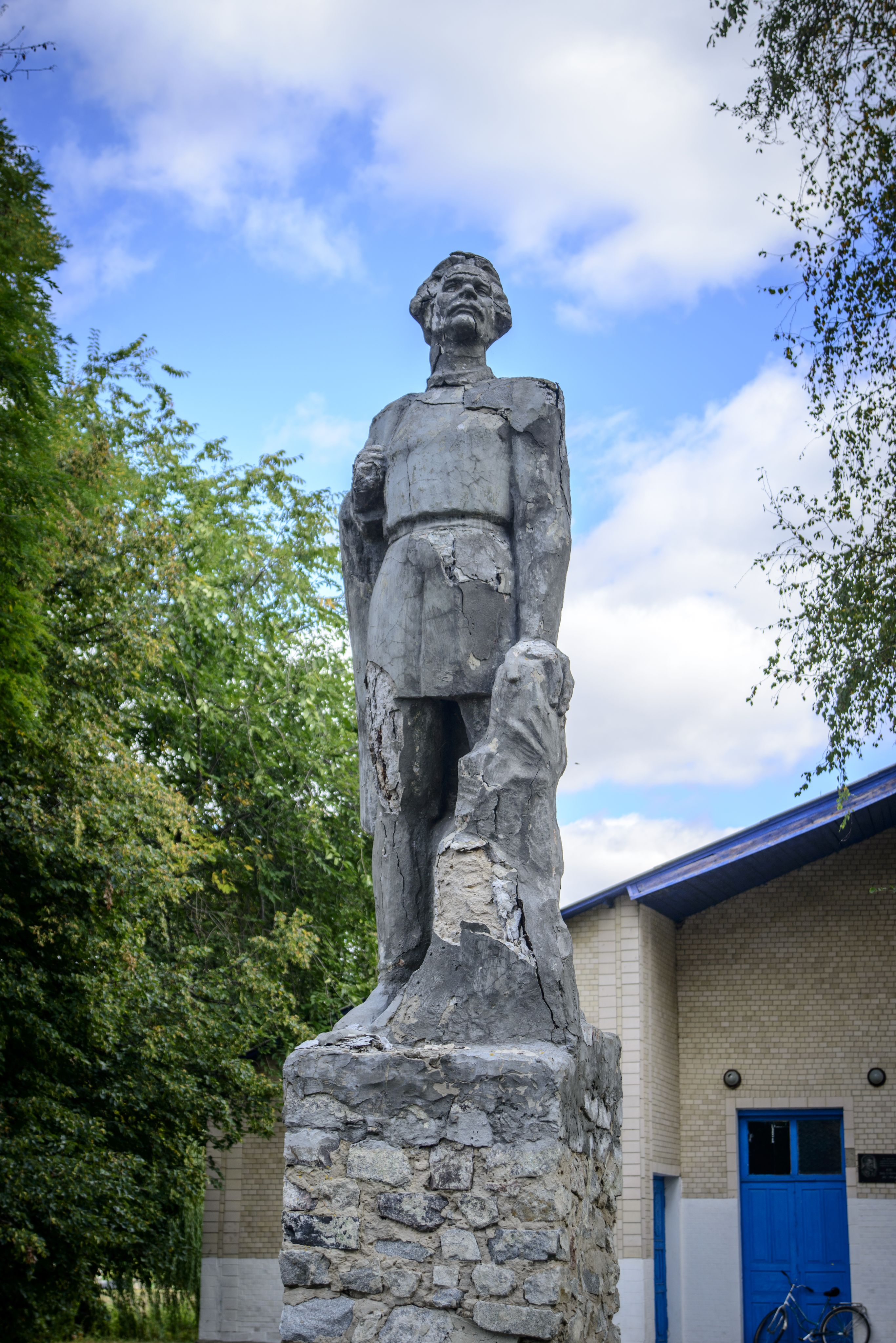
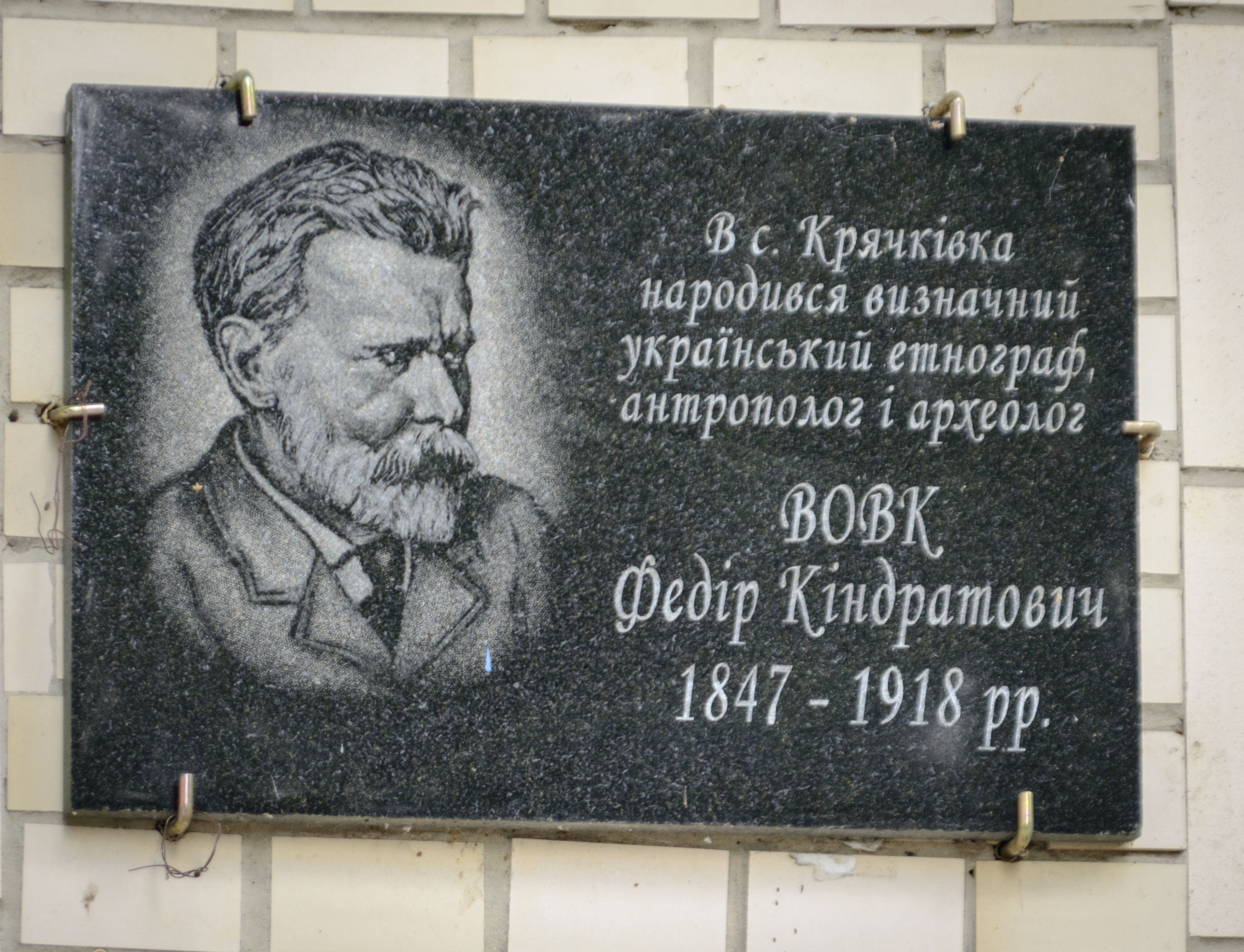
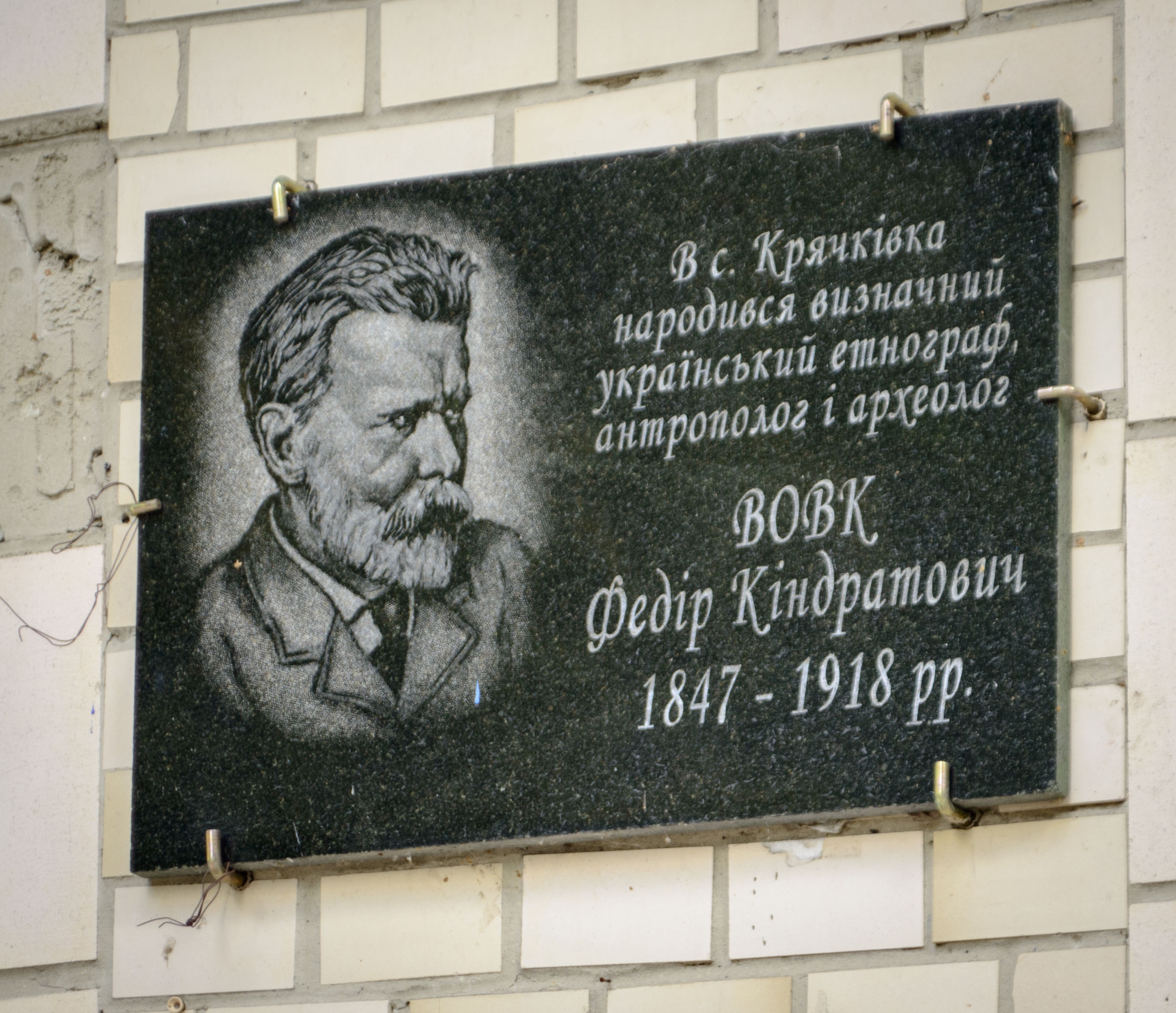
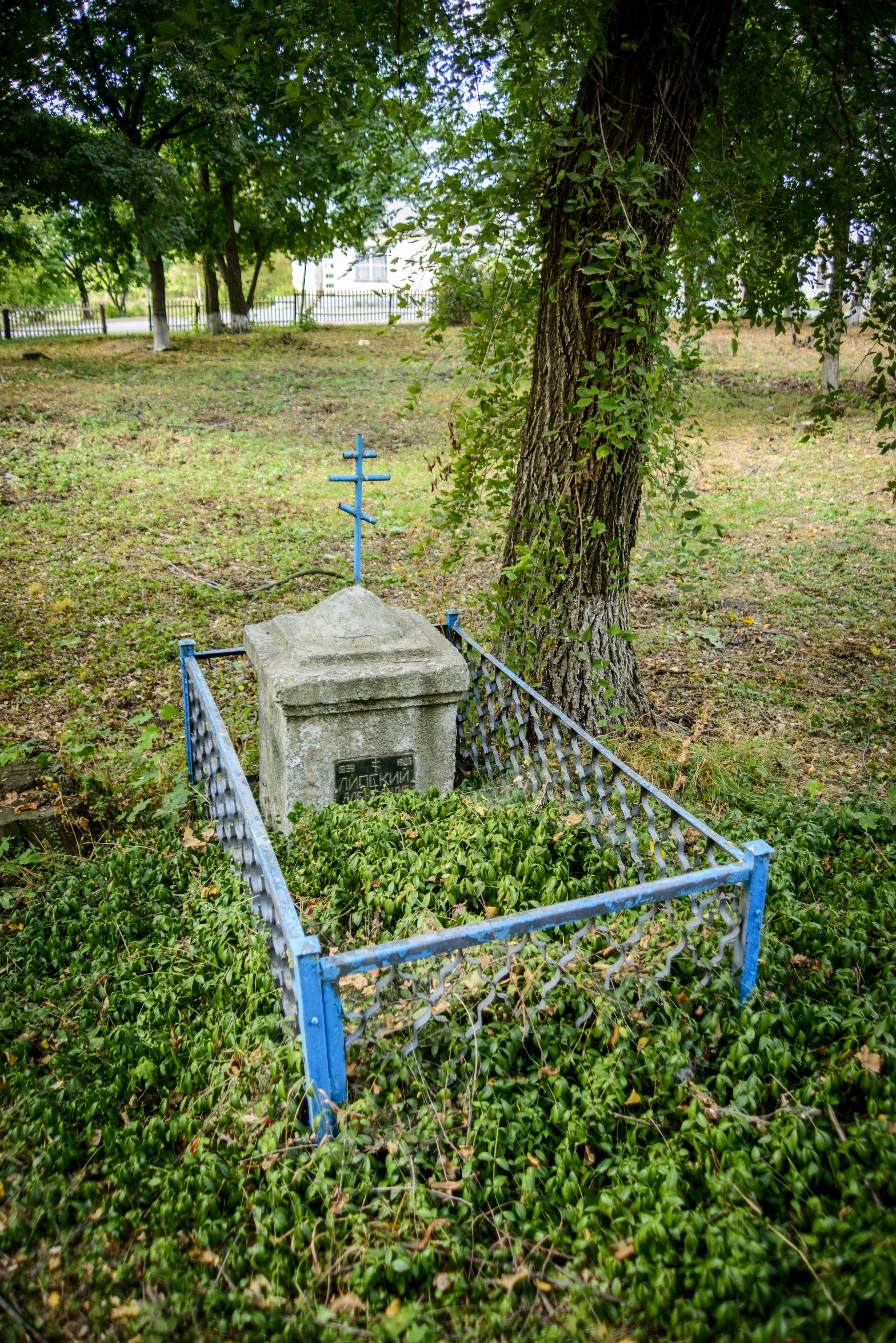
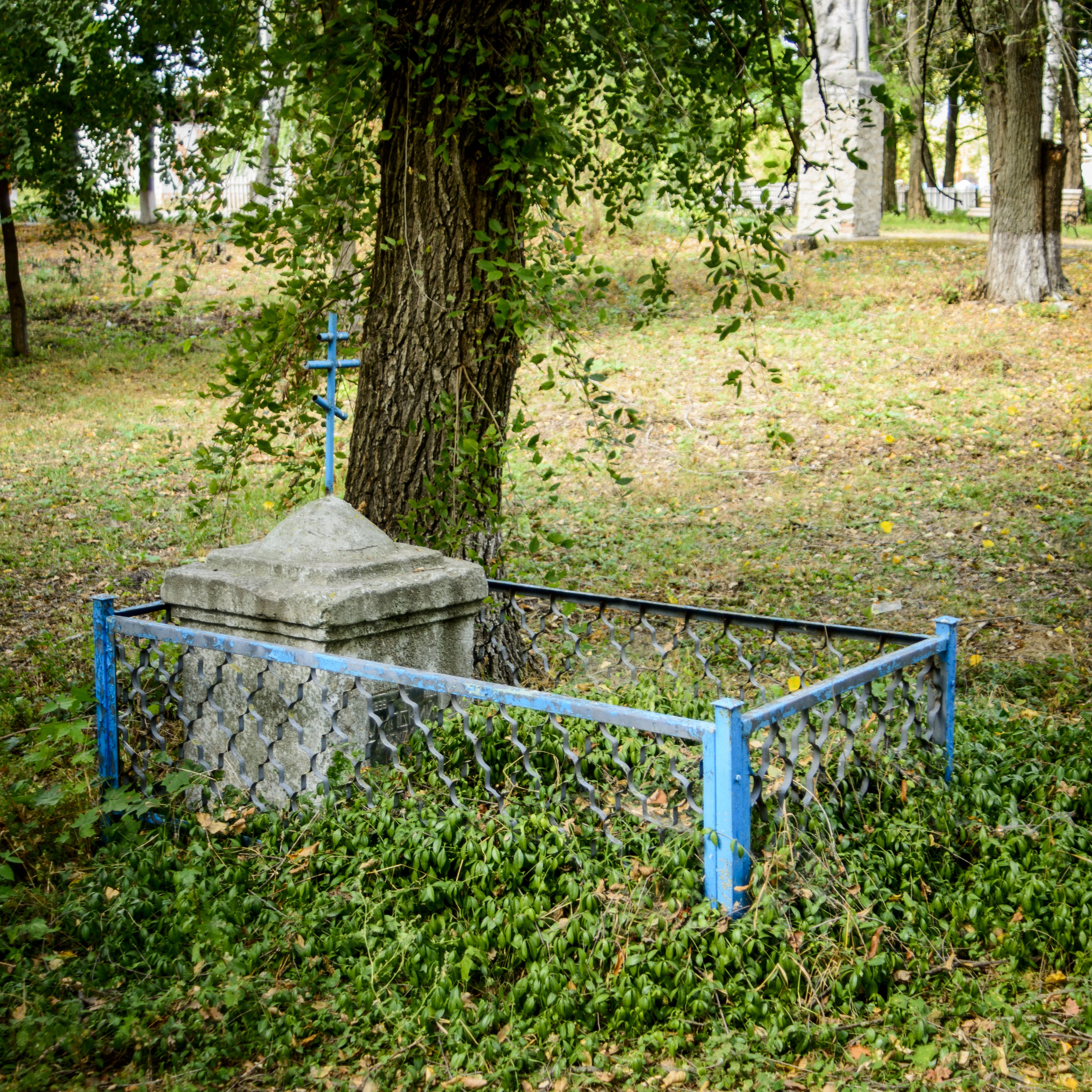
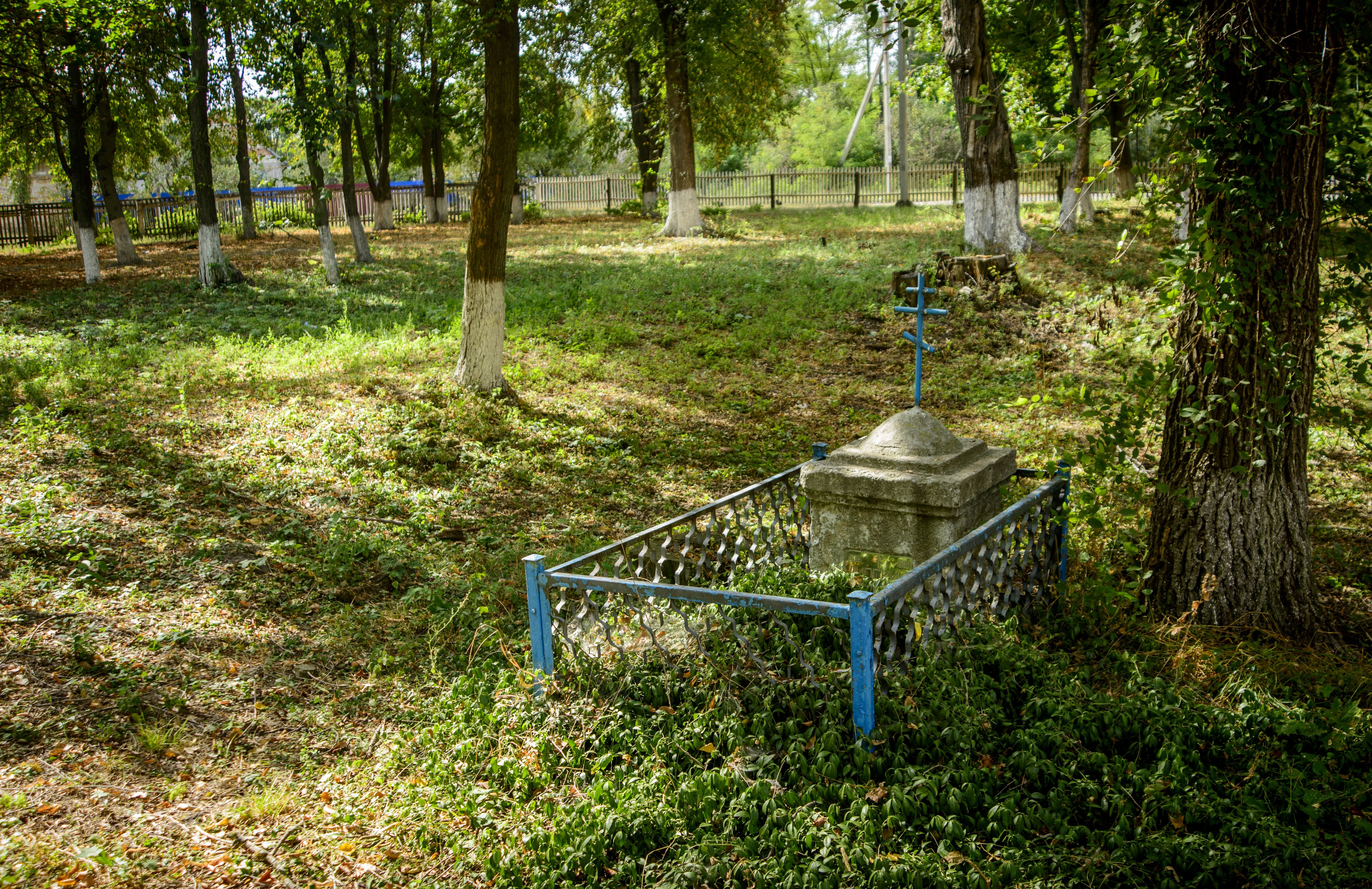
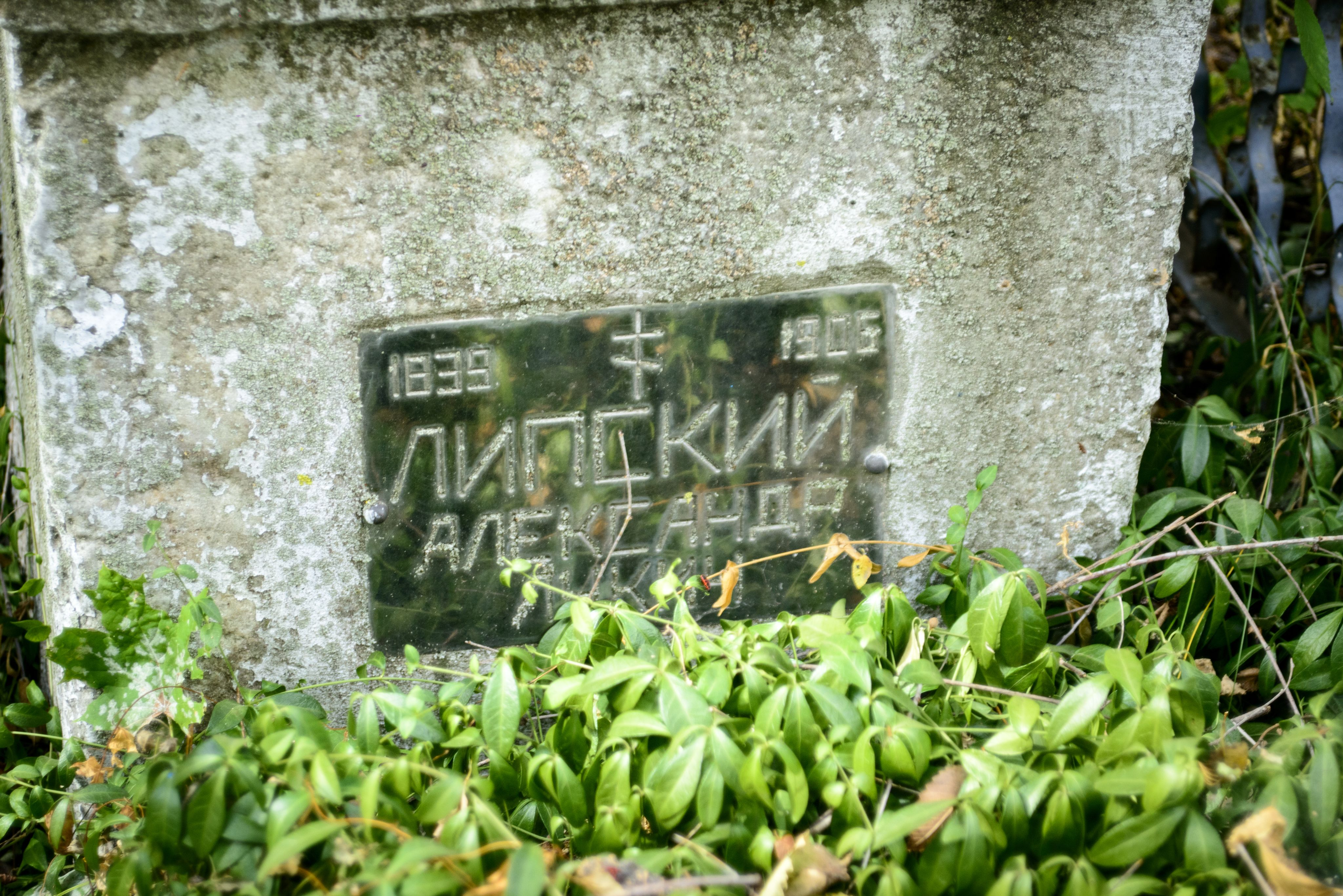

## Відомі люди
- Вовк Федір Кіндратович — визначний український антрополог, етнограф і археолог.